# Eleições autárquicas de 2017 em Braga
As eleições autárquicas portuguesas de 2017 serviram para eleger os diferentes órgãos do poder local no concelho de Braga.
Ricardo Rio, o presidente da câmara municipal previamente eleito em 2013 pela coligação PSD-CDS-PPM, numa eleição que terminou 37 anos de mandatos do Partido Socialista no concelho, foi novamente eleito liderando a mesma coligação, obtendo uma vitória folgada face à oposição. A coligação obteve 52,1% dos votos e 7 vereadores, bem como, a maioria na assembleia municipal e a maioria das juntas de freguesia.
O Partido Socialista, encabeçado por Miguel Corais, continuou o seu declínio eleitoral no concelho, obtendo o seu pior resultado de sempre ao ficar-se pelos 27,9% dos votos e 3 vereadores.
A Coligação Democrática Unitária, que voltou a apoiar Carlos Almeida, melhorou o seu resultado em relação aos de 2013, conseguindo 9,6% dos votos e reelegendo 1 vereador.
O Bloco de Esquerda, que em 2013 não concorrera para as eleições no concelho, não conseguiu eleger qualquer vereador.

## Listas e Candidatos
| Lista | Lista                          | Candidato      |
| ----- | ------------------------------ | -------------- |
|       | PSD-CDS-PPM                    | Ricardo Rio    |
|       | Partido Socialista             | Miguel Corais  |
|       | Coligação Democrática Unitária | Carlos Almeida |
|       | Bloco de Esquerda              | Paula Nogueira |
|       | Nós, Cidadãos!                 | Armando Caldas |

## Resultados Oficiais
Os resultados nas eleições autárquicas de 2013 para os diferentes órgãos do poder local no concelho de Braga foram os seguintes:

## Mapa

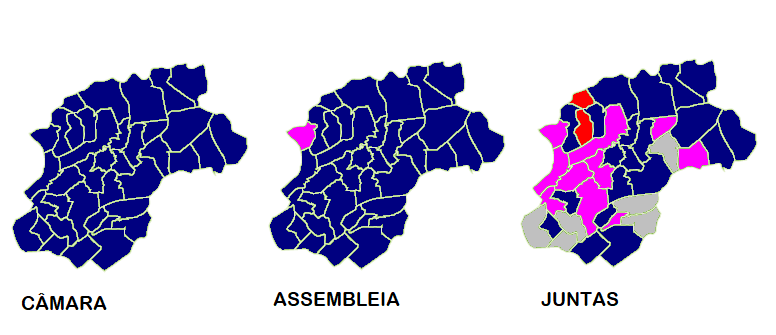
Partido mais votado por Freguesia

### Câmara Municipal
| Partido                 | Partido                        | Votos   | %               | +/-  | Vereadores | +/-     |
| ----------------------- | ------------------------------ | ------- | --------------- | ---- | ---------- | ------- |
|                         | PSD-CDS-PPM                    | 49 092  | 52,05 / 100,00  | 5,34 | 7 / 11     | 1       |
|                         | Partido Socialista             | 26 337  | 27,93 / 100,00  | 4,90 | 3 / 11     | 1       |
|                         | Coligação Democrática Unitária | 9 065   | 9,61 / 100,00   | 0,85 | 1 / 11     | Estável |
|                         | Bloco de Esquerda              | 4 569   | 4,84 / 100,00   | -    | 0 / 11     | -       |
|                         | Nós, Cidadãos!                 | 1 102   | 1,17 / 100,00   | Novo | 0 / 11     | Novo    |
| Votos Inválidos         | Votos Inválidos                | 4 143   | 4,39 / 100,00   | 0,64 |            |         |
| Total                   | Total                          | 94 308  | 100,00 / 100,00 |      | 11 / 11    |         |
| Eleitorado/Participação | Eleitorado/Participação        | 163 633 | 57,63 / 100,00  | 2,26 |            |         |

### Assembleia Municipal
| Partido                 | Partido                        | Votos   | %               | +/-  | Deputados | +/-     |
| ----------------------- | ------------------------------ | ------- | --------------- | ---- | --------- | ------- |
|                         | PSD-CDS-PPM                    | 45 232  | 47,96 / 100,00  | 5,35 | 20 / 38   | 2       |
|                         | Partido Socialista             | 26 977  | 28,60 / 100,00  | 4,65 | 12 / 38   | 2       |
|                         | Coligação Democrática Unitária | 9 798   | 10,39 / 100,00  | 1,00 | 4 / 38    | Estável |
|                         | Bloco de Esquerda              | 5 900   | 6,26 / 100,00   | -    | 2 / 38    | -       |
|                         | Nós, Cidadãos!                 | 1 628   | 1,73 / 100,00   | Novo | 0 / 38    | Novo    |
| Votos Inválidos         | Votos Inválidos                | 4 786   | 5,08 / 100,00   | 0,60 |           |         |
| Total                   | Total                          | 94 321  | 100,00 / 100,00 |      | 38 / 38   |         |
| Eleitorado/Participação | Eleitorado/Participação        | 163 633 | 57,64 / 100,00  | 2,25 |           |         |

### Juntas de Freguesia
| Partido                 | Partido                        | Votos   | %               | +/-  | Presidentes | +/-     | Mandatos  | +/- |
| ----------------------- | ------------------------------ | ------- | --------------- | ---- | ----------- | ------- | --------- | --- |
|                         | PSD-CDS-PPM                    | 37 691  | 39,92 / 100,00  | 3,38 | 20 / 37     | 6       | 167 / 371 | 29  |
|                         | Partido Socialista             | 32 108  | 34,01 / 100,00  | 5,68 | 10 / 37     | 9       | 138 / 371 | 39  |
|                         | Coligação Democrática Unitária | 8 515   | 9,02 / 100,00   | 1,22 | 1 / 37      | Estável | 17 / 371  | 5   |
|                         | Grupo de Cidadãos              | 6 643   | 7,04 / 100,00   | 0,57 | 6 / 37      | 3       | 45 / 371  | 15  |
|                         | Bloco de Esquerda              | 3 951   | 4,18 / 100,00   | -    | 0 / 37      |         | 4 / 371   | -   |
| Votos Inválidos         | Votos Inválidos                | 5 502   | 5,82 / 100,00   | 0,10 |             |         |           |     |
| Total                   | Total                          | 94 410  | 100,00 / 100,00 |      | 37 / 37     |         | 371 / 371 | 6   |
| Eleitorado/Participação | Eleitorado/Participação        | 163 633 | 57,70 / 100,00  | 2,19 |             |         |           |     |

## Resultados por Freguesia

### Câmara Municipal
| Freguesia                                          | %             | %     | %     | %    | %    | Votantes |
| Freguesia                                          | PSD- CDS- PPM | PS    | CDU   | BE   | NC   | Votantes |
| -------------------------------------------------- | ------------- | ----- | ----- | ---- | ---- | -------- |
| Adaúfe                                             | 61,32         | 25,16 | 5,30  | 2,77 | 0,84 | 2 019    |
| Arentim e Cunha                                    | 54,41         | 34,45 | 3,16  | 1,86 | 2,23 | 1 077    |
| Braga (Maximinos, Sé e Cividade)                   | 47,02         | 26,92 | 13,11 | 6,40 | 1,70 | 7 122    |
| Braga (São José de São Lázaro e São João do Souto) | 48,47         | 26,82 | 11,87 | 7,70 | 1,37 | 6 443    |
| Braga (São Vicente)                                | 46,59         | 26,63 | 13,86 | 6,70 | 1,14 | 5 967    |
| Braga (São Victor)                                 | 50,20         | 24,52 | 12,45 | 6,84 | 1,47 | 11 594   |
| Cabreiros e Passos (São Julião)                    | 46,54         | 43,43 | 4,43  | 1,66 | 0,28 | 1 446    |
| Celeirós, Aveleda e Vimieiro                       | 52,15         | 34,33 | 5,56  | 3,17 | 0,71 | 3 816    |
| Crespos e Pousada                                  | 61,71         | 27,79 | 4,70  | 1,31 | 0,55 | 914      |
| Escudeiros e Penso (Santo Estêvão e São Vicente)   | 60,33         | 28,40 | 3,95  | 2,06 | 0,99 | 1 215    |
| Espinho                                            | 52,39         | 38,58 | 4,79  | 1,92 | 0,27 | 731      |
| Esporões                                           | 62,77         | 21,66 | 5,03  | 3,68 | 1,55 | 1 034    |
| Este (São Pedro e São Mamede)                      | 55,82         | 29,56 | 6,30  | 3,30 | 1,00 | 2 395    |
| Ferreiros e Gondizalves                            | 50,13         | 32,20 | 7,50  | 4,64 | 0,91 | 4 720    |
| Figueiredo                                         | 69,76         | 20,33 | 2,96  | 1,54 | 1,03 | 777      |
| Gualtar                                            | 49,95         | 30,59 | 9,50  | 4,87 | 0,79 | 3 021    |
| Guisande e Oliveira (São Pedro)                    | 60,22         | 29,90 | 4,80  | 1,23 | 0,82 | 729      |
| Lamas                                              | 60,38         | 31,24 | 3,24  | 0,57 | 0,76 | 525      |
| Lomar e Arcos                                      | 54,69         | 28,66 | 7,68  | 4,46 | 1,09 | 3 569    |
| Merelim (São Paio), Panoias e Parada de Tibães     | 44,17         | 26,51 | 20,46 | 3,51 | 0,90 | 2 678    |
| Merelim (São Pedro) e Frossos                      | 55,00         | 24,50 | 9,97  | 4,31 | 1,22 | 2 298    |
| Mire de Tibães                                     | 57,19         | 26,35 | 9,03  | 2,94 | 1,54 | 1 495    |
| Morreira e Trandeiras                              | 62,91         | 23,45 | 3,72  | 3,38 | 1,13 | 887      |
| Nogueira, Fraião e Lamaçães                        | 54,91         | 23,06 | 9,55  | 6,13 | 1,40 | 7 616    |
| Nogueiró e Tenões                                  | 53,29         | 19,94 | 11,84 | 6,90 | 2,18 | 2 753    |
| Padim da Graça                                     | 49,48         | 37,68 | 7,80  | 1,43 | 0,29 | 1 051    |
| Palmeira                                           | 55,68         | 30,63 | 5,58  | 3,57 | 0,60 | 2 994    |
| Pedralva                                           | 53,55         | 38,02 | 5,03  | 0,44 | 0,15 | 676      |
| Priscos                                            | 68,09         | 18,43 | 4,84  | 3,11 | 1,61 | 868      |
| Real, Dume e Semelhe                               | 45,83         | 33,27 | 11,00 | 4,32 | 0,96 | 5 955    |
| Ruilhe                                             | 61,86         | 22,60 | 9,18  | 1,98 | 0,71 | 708      |
| Santa Lucrécia de Algeriz e Navarra                | 56,97         | 23,18 | 8,33  | 4,55 | 1,36 | 660      |
| Sequeira                                           | 47,26         | 37,72 | 6,89  | 2,65 | 0,71 | 1 132    |
| Sobreposta                                         | 69,11         | 20,10 | 5,58  | 1,24 | 1,24 | 806      |
| Tadim                                              | 46,37         | 37,23 | 7,80  | 2,96 | 0,54 | 744      |
| Tebosa                                             | 61,33         | 27,87 | 5,07  | 2,13 | 1,20 | 750      |
| Vilaça e Fradelos                                  | 60,46         | 30,63 | 3,38  | 1,96 | 0,45 | 1 123    |
| Braga                                              | 52,08         | 27,93 | 9,61  | 4,84 | 1,16 | 94 308   |

#### Adaúfe
| Partido                 | Partido                        | Votos | %               | +/-  |
| ----------------------- | ------------------------------ | ----- | --------------- | ---- |
|                         | PSD-CDS-PPM                    | 1 238 | 61,32 / 100,00  | 8,35 |
|                         | Partido Socialista             | 508   | 25,16 / 100,00  | 6,67 |
|                         | Coligação Democrática Unitária | 107   | 5,30 / 100,00   | 1,55 |
|                         | Bloco de Esquerda              | 56    | 2,77 / 100,00   | -    |
|                         | Nós, Cidadãos!                 | 17    | 0,84 / 100,00   | Novo |
| Votos Inválidos         | Votos Inválidos                | 93    | 4,61 / 100,00   | 0,55 |
| Total                   | Total                          | 2 019 | 100,00 / 100,00 |      |
| Eleitorado/Participação | Eleitorado/Participação        | 3 649 | 55,33 / 100,00  | 3,53 |

#### Arentim e Cunha
| Partido                 | Partido                        | Votos | %               | +/-  |
| ----------------------- | ------------------------------ | ----- | --------------- | ---- |
|                         | PSD-CDS-PPM                    | 586   | 54,41 / 100,00  | 5,34 |
|                         | Partido Socialista             | 371   | 34,45 / 100,00  | 4,77 |
|                         | Coligação Democrática Unitária | 34    | 3,16 / 100,00   | 0,83 |
|                         | Nós, Cidadãos!                 | 24    | 2,23 / 100,00   | Novo |
|                         | Bloco de Esquerda              | 20    | 1,86 / 100,00   | -    |
| Votos Inválidos         | Votos Inválidos                | 42    | 3,90 / 100,00   | 0,09 |
| Total                   | Total                          | 1 077 | 100,00 / 100,00 |      |
| Eleitorado/Participação | Eleitorado/Participação        | 1 386 | 77,71 / 100,00  | 1,88 |

#### Braga (Maximinos, Sé e Cividade)
| Partido                 | Partido                        | Votos  | %               | +/-  |
| ----------------------- | ------------------------------ | ------ | --------------- | ---- |
|                         | PSD-CDS-PPM                    | 3 349  | 47,02 / 100,00  | 4,14 |
|                         | Partido Socialista             | 1 917  | 26,92 / 100,00  | 3,99 |
|                         | Coligação Democrática Unitária | 934    | 13,11 / 100,00  | 1,42 |
|                         | Bloco de Esquerda              | 456    | 6,40 / 100,00   | -    |
|                         | Nós, Cidadãos!                 | 121    | 1,70 / 100,00   | Novo |
| Votos Inválidos         | Votos Inválidos                | 345    | 4,84 / 100,00   | 0,99 |
| Total                   | Total                          | 7 122  | 100,00 / 100,00 |      |
| Eleitorado/Participação | Eleitorado/Participação        | 13 326 | 53,44 / 100,00  | 2,33 |

#### Braga (São José de São Lázaro e São João do Souto)
| Partido                 | Partido                        | Votos  | %               | +/-  |
| ----------------------- | ------------------------------ | ------ | --------------- | ---- |
|                         | PSD-CDS-PPM                    | 3 123  | 48,47 / 100,00  | 3,00 |
|                         | Partido Socialista             | 1 728  | 26,82 / 100,00  | 3,96 |
|                         | Coligação Democrática Unitária | 765    | 11,87 / 100,00  | 1,59 |
|                         | Bloco de Esquerda              | 496    | 7,70 / 100,00   | -    |
|                         | Nós, Cidadãos!                 | 88     | 1,37 / 100,00   | Novo |
| Votos Inválidos         | Votos Inválidos                | 243    | 3,77 / 100,00   | 0,89 |
| Total                   | Total                          | 6 443  | 100,00 / 100,00 |      |
| Eleitorado/Participação | Eleitorado/Participação        | 12 884 | 50,01 / 100,00  | 4,25 |

#### Braga (São Vicente)
| Partido                 | Partido                        | Votos  | %               | +/-  |
| ----------------------- | ------------------------------ | ------ | --------------- | ---- |
|                         | PSD-CDS-PPM                    | 2 780  | 46,59 / 100,00  | 2,50 |
|                         | Partido Socialista             | 1 589  | 26,63 / 100,00  | 2,01 |
|                         | Coligação Democrática Unitária | 827    | 13,86 / 100,00  | 1,87 |
|                         | Bloco de Esquerda              | 400    | 6,70 / 100,00   | -    |
|                         | Nós, Cidadãos!                 | 68     | 1,14 / 100,00   | Novo |
| Votos Inválidos         | Votos Inválidos                | 303    | 5,08 / 100,00   | 0,49 |
| Total                   | Total                          | 5 967  | 100,00 / 100,00 |      |
| Eleitorado/Participação | Eleitorado/Participação        | 11 419 | 52,26 / 100,00  | 3,18 |

#### Braga (São Victor)
| Partido                 | Partido                        | Votos  | %               | +/-  |
| ----------------------- | ------------------------------ | ------ | --------------- | ---- |
|                         | PSD-CDS-PPM                    | 5 820  | 50,20 / 100,00  | 2,45 |
|                         | Partido Socialista             | 2 843  | 24,52 / 100,00  | 3,41 |
|                         | Coligação Democrática Unitária | 1 443  | 12,45 / 100,00  | 2,14 |
|                         | Bloco de Esquerda              | 793    | 6,84 / 100,00   | -    |
|                         | Nós, Cidadãos!                 | 170    | 1,47 / 100,00   | Novo |
| Votos Inválidos         | Votos Inválidos                | 525    | 4,53 / 100,00   | 0,71 |
| Total                   | Total                          | 11 594 | 100,00 / 100,00 |      |
| Eleitorado/Participação | Eleitorado/Participação        | 25 294 | 45,84 / 100,00  | 3,63 |

#### Cabreiros e Passos São Julião
| Partido                 | Partido                        | Votos | %               | +/-  |
| ----------------------- | ------------------------------ | ----- | --------------- | ---- |
|                         | PSD-CDS-PPM                    | 673   | 46,54 / 100,00  | 0,53 |
|                         | Partido Socialista             | 628   | 43,43 / 100,00  | 0,05 |
|                         | Coligação Democrática Unitária | 64    | 4,43 / 100,00   | 0,37 |
|                         | Bloco de Esquerda              | 24    | 1,66 / 100,00   | -    |
|                         | Nós, Cidadãos!                 | 4     | 0,28 / 100,00   | Novo |
| Votos Inválidos         | Votos Inválidos                | 53    | 3,66 / 100,00   | 0,08 |
| Total                   | Total                          | 1 446 | 100,00 / 100,00 |      |
| Eleitorado/Participação | Eleitorado/Participação        | 2 001 | 72,26 / 100,00  | 3,29 |

#### Celeirós, Aveleda e Vimieiro
| Partido                 | Partido                        | Votos | %               | +/-  |
| ----------------------- | ------------------------------ | ----- | --------------- | ---- |
|                         | PSD-CDS-PPM                    | 1 990 | 52,15 / 100,00  | 9,39 |
|                         | Partido Socialista             | 1 310 | 34,33 / 100,00  | 6,38 |
|                         | Coligação Democrática Unitária | 212   | 5,56 / 100,00   | 1,35 |
|                         | Bloco de Esquerda              | 121   | 3,17 / 100,00   | -    |
|                         | Nós, Cidadãos!                 | 27    | 0,71 / 100,00   | Novo |
| Votos Inválidos         | Votos Inválidos                | 156   | 4,09 / 100,00   | 1,10 |
| Total                   | Total                          | 3 816 | 100,00 / 100,00 |      |
| Eleitorado/Participação | Eleitorado/Participação        | 5 967 | 63,95 / 100,00  | 0,59 |

#### Crespos e Pousada
| Partido                 | Partido                        | Votos | %               | +/-  |
| ----------------------- | ------------------------------ | ----- | --------------- | ---- |
|                         | PSD-CDS-PPM                    | 564   | 61,71 / 100,00  | 0,60 |
|                         | Partido Socialista             | 254   | 27,79 / 100,00  | 1,62 |
|                         | Coligação Democrática Unitária | 43    | 4,70 / 100,00   | 2,81 |
|                         | Bloco de Esquerda              | 12    | 1,31 / 100,00   | -    |
|                         | Nós, Cidadãos!                 | 5     | 0,55 / 100,00   | Novo |
| Votos Inválidos         | Votos Inválidos                | 36    | 3,93 / 100,00   | 0,06 |
| Total                   | Total                          | 914   | 100,00 / 100,00 |      |
| Eleitorado/Participação | Eleitorado/Participação        | 1 253 | 72,94 / 100,00  | 0,22 |

#### Escudeiros e Penso
| Partido                 | Partido                        | Votos | %               | +/-  |
| ----------------------- | ------------------------------ | ----- | --------------- | ---- |
|                         | PSD-CDS-PPM                    | 733   | 60,33 / 100,00  | 3,07 |
|                         | Partido Socialista             | 345   | 28,40 / 100,00  | 4,96 |
|                         | Coligação Democrática Unitária | 48    | 3,95 / 100,00   | 0,42 |
|                         | Bloco de Esquerda              | 25    | 2,06 / 100,00   | -    |
|                         | Nós, Cidadãos!                 | 12    | 0,99 / 100,00   | Novo |
| Votos Inválidos         | Votos Inválidos                | 52    | 4,28 / 100,00   | 1,88 |
| Total                   | Total                          | 1 215 | 100,00 / 100,00 |      |
| Eleitorado/Participação | Eleitorado/Participação        | 1 719 | 70,68 / 100,00  | 1,57 |

#### Espinho
| Partido                 | Partido                        | Votos | %               | +/-  |
| ----------------------- | ------------------------------ | ----- | --------------- | ---- |
|                         | PSD-CDS-PPM                    | 383   | 52,39 / 100,00  | 5,47 |
|                         | Partido Socialista             | 282   | 38,58 / 100,00  | 4,18 |
|                         | Coligação Democrática Unitária | 35    | 4,79 / 100,00   | 0,10 |
|                         | Bloco de Esquerda              | 14    | 1,92 / 100,00   | -    |
|                         | Nós, Cidadãos!                 | 2     | 0,27 / 100,00   | Novo |
| Votos Inválidos         | Votos Inválidos                | 15    | 2,05 / 100,00   | 1,43 |
| Total                   | Total                          | 731   | 100,00 / 100,00 |      |
| Eleitorado/Participação | Eleitorado/Participação        | 1 111 | 65,80 / 100,00  | 1,43 |

#### Esporões
| Partido                 | Partido                        | Votos | %               | +/-   |
| ----------------------- | ------------------------------ | ----- | --------------- | ----- |
|                         | PSD-CDS-PPM                    | 649   | 62,77 / 100,00  | 15,98 |
|                         | Partido Socialista             | 224   | 21,66 / 100,00  | 19,64 |
|                         | Coligação Democrática Unitária | 52    | 5,03 / 100,00   | 1,55  |
|                         | Bloco de Esquerda              | 38    | 3,68 / 100,00   | -     |
|                         | Nós, Cidadãos!                 | 16    | 1,55 / 100,00   | Novo  |
| Votos Inválidos         | Votos Inválidos                | 55    | 5,32 / 100,00   | 0,92  |
| Total                   | Total                          | 1 034 | 100,00 / 100,00 |       |
| Eleitorado/Participação | Eleitorado/Participação        | 1 537 | 67,27 / 100,00  | 2,28  |

#### Este
| Partido                 | Partido                        | Votos | %               | +/-  |
| ----------------------- | ------------------------------ | ----- | --------------- | ---- |
|                         | PSD-CDS-PPM                    | 1 337 | 55,82 / 100,00  | 6,33 |
|                         | Partido Socialista             | 708   | 29,56 / 100,00  | 5,69 |
|                         | Coligação Democrática Unitária | 151   | 6,30 / 100,00   | 0,47 |
|                         | Bloco de Esquerda              | 79    | 3,30 / 100,00   | -    |
|                         | Nós, Cidadãos!                 | 24    | 1,00 / 100,00   | Novo |
| Votos Inválidos         | Votos Inválidos                | 96    | 4,01 / 100,00   | 1,00 |
| Total                   | Total                          | 2 395 | 100,00 / 100,00 |      |
| Eleitorado/Participação | Eleitorado/Participação        | 3 680 | 65,08 / 100,00  | 3,16 |

#### Ferreiros e Gondizalves
| Partido                 | Partido                        | Votos | %               | +/-  |
| ----------------------- | ------------------------------ | ----- | --------------- | ---- |
|                         | PSD-CDS-PPM                    | 2 366 | 50,13 / 100,00  | 5,64 |
|                         | Partido Socialista             | 1 520 | 32,20 / 100,00  | 2,66 |
|                         | Coligação Democrática Unitária | 354   | 7,50 / 100,00   | 1,37 |
|                         | Bloco de Esquerda              | 219   | 4,64 / 100,00   | -    |
|                         | Nós, Cidadãos!                 | 43    | 0,91 / 100,00   | Novo |
| Votos Inválidos         | Votos Inválidos                | 218   | 4,62 / 100,00   | 0,83 |
| Total                   | Total                          | 4 720 | 100,00 / 100,00 |      |
| Eleitorado/Participação | Eleitorado/Participação        | 8 107 | 58,22 / 100,00  | 2,07 |

#### Figueiredo
| Partido                 | Partido                        | Votos | %               | +/-   |
| ----------------------- | ------------------------------ | ----- | --------------- | ----- |
|                         | PSD-CDS-PPM                    | 542   | 69,76 / 100,00  | 25,56 |
|                         | Partido Socialista             | 158   | 20,33 / 100,00  | 26,19 |
|                         | Coligação Democrática Unitária | 23    | 2,96 / 100,00   | 0,65  |
|                         | Bloco de Esquerda              | 12    | 1,54 / 100,00   | -     |
|                         | Nós, Cidadãos!                 | 8     | 1,03 / 100,00   | Novo  |
| Votos Inválidos         | Votos Inválidos                | 34    | 4,37 / 100,00   | 1,15  |
| Total                   | Total                          | 777   | 100,00 / 100,00 |       |
| Eleitorado/Participação | Eleitorado/Participação        | 1 039 | 74,78 / 100,00  | 3,19  |

#### Gualtar
| Partido                 | Partido                        | Votos | %               | +/-  |
| ----------------------- | ------------------------------ | ----- | --------------- | ---- |
|                         | PSD-CDS-PPM                    | 1 509 | 49,95 / 100,00  | 5,68 |
|                         | Partido Socialista             | 924   | 30,59 / 100,00  | 3,95 |
|                         | Coligação Democrática Unitária | 287   | 9,50 / 100,00   | 1,20 |
|                         | Bloco de Esquerda              | 147   | 4,87 / 100,00   | -    |
|                         | Nós, Cidadãos!                 | 24    | 0,79 / 100,00   | Novo |
| Votos Inválidos         | Votos Inválidos                | 130   | 4,30 / 100,00   | 1,55 |
| Total                   | Total                          | 3 021 | 100,00 / 100,00 |      |
| Eleitorado/Participação | Eleitorado/Participação        | 5 022 | 60,16 / 100,00  | 3,71 |

#### Guisande e Oliveira São Pedro
| Partido                 | Partido                        | Votos | %               | +/-  |
| ----------------------- | ------------------------------ | ----- | --------------- | ---- |
|                         | PSD-CDS-PPM                    | 439   | 60,22 / 100,00  | 2,52 |
|                         | Partido Socialista             | 218   | 29,90 / 100,00  | 2,53 |
|                         | Coligação Democrática Unitária | 35    | 4,80 / 100,00   | 2,10 |
|                         | Bloco de Esquerda              | 9     | 1,23 / 100,00   | -    |
|                         | Nós, Cidadãos!                 | 6     | 0,82 / 100,00   | Novo |
| Votos Inválidos         | Votos Inválidos                | 22    | 3,01 / 100,00   | 0,37 |
| Total                   | Total                          | 729   | 100,00 / 100,00 |      |
| Eleitorado/Participação | Eleitorado/Participação        | 895   | 81,45 / 100,00  | 1,02 |

#### Lamas
| Partido                 | Partido                        | Votos | %               | +/-   |
| ----------------------- | ------------------------------ | ----- | --------------- | ----- |
|                         | PSD-CDS-PPM                    | 317   | 60,38 / 100,00  | 16,59 |
|                         | Partido Socialista             | 164   | 31,24 / 100,00  | 15,40 |
|                         | Coligação Democrática Unitária | 17    | 3,24 / 100,00   | 1,44  |
|                         | Nós, Cidadãos!                 | 4     | 0,76 / 100,00   | Novo  |
|                         | Bloco de Esquerda              | 3     | 0,57 / 100,00   | -     |
| Votos Inválidos         | Votos Inválidos                | 20    | 3,81 / 100,00   | 1,36  |
| Total                   | Total                          | 525   | 100,00 / 100,00 |       |
| Eleitorado/Participação | Eleitorado/Participação        | 701   | 74,89 / 100,00  | 0,38  |

#### Lomar e Arcos
| Partido                 | Partido                        | Votos | %               | +/-  |
| ----------------------- | ------------------------------ | ----- | --------------- | ---- |
|                         | PSD-CDS-PPM                    | 1 952 | 54,69 / 100,00  | 6,11 |
|                         | Partido Socialista             | 1 023 | 28,66 / 100,00  | 4,04 |
|                         | Coligação Democrática Unitária | 274   | 7,68 / 100,00   | 0,51 |
|                         | Bloco de Esquerda              | 159   | 4,46 / 100,00   | -    |
|                         | Nós, Cidadãos!                 | 39    | 1,09 / 100,00   | Novo |
| Votos Inválidos         | Votos Inválidos                | 122   | 3,42 / 100,00   | 1,22 |
| Total                   | Total                          | 3 569 | 100,00 / 100,00 |      |
| Eleitorado/Participação | Eleitorado/Participação        | 6 015 | 59,33 / 100,00  | 0,69 |

#### Merelim São Paio, Panoias e Parada de Tibães
| Partido                 | Partido                        | Votos | %               | +/-  |
| ----------------------- | ------------------------------ | ----- | --------------- | ---- |
|                         | PSD-CDS-PPM                    | 1 183 | 44,17 / 100,00  | 5,84 |
|                         | Partido Socialista             | 710   | 26,51 / 100,00  | 6,49 |
|                         | Coligação Democrática Unitária | 548   | 20,46 / 100,00  | 2,77 |
|                         | Bloco de Esquerda              | 94    | 3,51 / 100,00   | -    |
|                         | Nós, Cidadãos!                 | 24    | 0,90 / 100,00   | Novo |
| Votos Inválidos         | Votos Inválidos                | 119   | 4,44 / 100,00   | 0,42 |
| Total                   | Total                          | 2 678 | 100,00 / 100,00 |      |
| Eleitorado/Participação | Eleitorado/Participação        | 4 330 | 61,85 / 100,00  | 2,23 |

#### Merelim São Pedro e Frossos
| Partido                 | Partido                        | Votos | %               | +/-  |
| ----------------------- | ------------------------------ | ----- | --------------- | ---- |
|                         | PSD-CDS-PPM                    | 1 243 | 54,09 / 100,00  | 2,74 |
|                         | Partido Socialista             | 572   | 24,89 / 100,00  | 6,58 |
|                         | Coligação Democrática Unitária | 236   | 10,27 / 100,00  | 2,51 |
|                         | Bloco de Esquerda              | 104   | 4,53 / 100,00   | -    |
|                         | Nós, Cidadãos!                 | 30    | 1,31 / 100,00   | Novo |
| Votos Inválidos         | Votos Inválidos                | 113   | 4,92 / 100,00   | 0,43 |
| Total                   | Total                          | 2 298 | 100,00 / 100,00 |      |
| Eleitorado/Participação | Eleitorado/Participação        | 3 703 | 62,06 / 100,00  | 6,00 |

#### Mire de Tibães
| Partido                 | Partido                        | Votos | %               | +/-  |
| ----------------------- | ------------------------------ | ----- | --------------- | ---- |
|                         | PSD-CDS-PPM                    | 855   | 57,19 / 100,00  | 6,04 |
|                         | Partido Socialista             | 394   | 26,35 / 100,00  | 6,31 |
|                         | Coligação Democrática Unitária | 135   | 9,03 / 100,00   | 0,90 |
|                         | Bloco de Esquerda              | 44    | 2,94 / 100,00   | -    |
|                         | Nós, Cidadãos!                 | 23    | 1,54 / 100,00   | Novo |
| Votos Inválidos         | Votos Inválidos                | 44    | 2,94 / 100,00   | 0,93 |
| Total                   | Total                          | 1 495 | 100,00 / 100,00 |      |
| Eleitorado/Participação | Eleitorado/Participação        | 2 201 | 67,92 / 100,00  | 0,04 |

#### Morreira e Trandeiras
| Partido                 | Partido                        | Votos | %               | +/-   |
| ----------------------- | ------------------------------ | ----- | --------------- | ----- |
|                         | PSD-CDS-PPM                    | 558   | 62,91 / 100,00  | 12,35 |
|                         | Partido Socialista             | 208   | 23,45 / 100,00  | 15,88 |
|                         | Coligação Democrática Unitária | 33    | 3,72 / 100,00   | 0,14  |
|                         | Bloco de Esquerda              | 30    | 3,38 / 100,00   | -     |
|                         | Nós, Cidadãos!                 | 10    | 1,13 / 100,00   | Novo  |
| Votos Inválidos         | Votos Inválidos                | 48    | 5,41 / 100,00   | 1,22  |
| Total                   | Total                          | 887   | 100,00 / 100,00 |       |
| Eleitorado/Participação | Eleitorado/Participação        | 1 260 | 70,40 / 100,00  | 2,93  |

#### Nogueira, Fraião e Lamaçães
| Partido                 | Partido                        | Votos  | %               | +/-  |
| ----------------------- | ------------------------------ | ------ | --------------- | ---- |
|                         | PSD-CDS-PPM                    | 4 182  | 54,91 / 100,00  | 5,64 |
|                         | Partido Socialista             | 1 756  | 23,06 / 100,00  | 5,32 |
|                         | Coligação Democrática Unitária | 727    | 9,55 / 100,00   | 1,18 |
|                         | Bloco de Esquerda              | 467    | 6,13 / 100,00   | -    |
|                         | Nós, Cidadãos!                 | 107    | 1,40 / 100,00   | Novo |
| Votos Inválidos         | Votos Inválidos                | 377    | 4,95 / 100,00   | 0,99 |
| Total                   | Total                          | 7 616  | 100,00 / 100,00 |      |
| Eleitorado/Participação | Eleitorado/Participação        | 12 871 | 59,17 / 100,00  | 2,07 |

#### Nogueiró e Tenões
| Partido                 | Partido                        | Votos | %               | +/-  |
| ----------------------- | ------------------------------ | ----- | --------------- | ---- |
|                         | PSD-CDS-PPM                    | 1 467 | 53,29 / 100,00  | 5,48 |
|                         | Partido Socialista             | 549   | 19,94 / 100,00  | 6,43 |
|                         | Coligação Democrática Unitária | 326   | 11,84 / 100,00  | 2,49 |
|                         | Bloco de Esquerda              | 190   | 6,90 / 100,00   | -    |
|                         | Nós, Cidadãos!                 | 60    | 2,18 / 100,00   | Novo |
| Votos Inválidos         | Votos Inválidos                | 161   | 5,84 / 100,00   | 0,23 |
| Total                   | Total                          | 2 753 | 100,00 / 100,00 |      |
| Eleitorado/Participação | Eleitorado/Participação        | 4 594 | 59,93 / 100,00  | 2,00 |

#### Padim da Graça
| Partido                 | Partido                        | Votos | %               | +/-  |
| ----------------------- | ------------------------------ | ----- | --------------- | ---- |
|                         | PSD-CDS-PPM                    | 520   | 49,48 / 100,00  | 3,96 |
|                         | Partido Socialista             | 396   | 37,68 / 100,00  | 5,19 |
|                         | Coligação Democrática Unitária | 82    | 7,80 / 100,00   | 2,04 |
|                         | Bloco de Esquerda              | 15    | 1,43 / 100,00   | -    |
|                         | Nós, Cidadãos!                 | 3     | 0,29 / 100,00   | Novo |
| Votos Inválidos         | Votos Inválidos                | 35    | 3,33 / 100,00   | 0,13 |
| Total                   | Total                          | 1 051 | 100,00 / 100,00 |      |
| Eleitorado/Participação | Eleitorado/Participação        | 1 505 | 69,83 / 100,00  | 1,07 |

#### Palmeira
| Partido                 | Partido                        | Votos | %               | +/-  |
| ----------------------- | ------------------------------ | ----- | --------------- | ---- |
|                         | PSD-CDS-PPM                    | 1 667 | 55,68 / 100,00  | 5,83 |
|                         | Partido Socialista             | 917   | 30,63 / 100,00  | 0,23 |
|                         | Coligação Democrática Unitária | 167   | 5,58 / 100,00   | 0,96 |
|                         | Bloco de Esquerda              | 107   | 3,57 / 100,00   | -    |
|                         | Nós, Cidadãos!                 | 18    | 0,60 / 100,00   | Novo |
| Votos Inválidos         | Votos Inválidos                | 118   | 3,94 / 100,00   | 0,68 |
| Total                   | Total                          | 2 994 | 100,00 / 100,00 |      |
| Eleitorado/Participação | Eleitorado/Participação        | 4 994 | 59,95 / 100,00  | 1,45 |

#### Pedralva
| Partido                 | Partido                        | Votos | %               | +/-  |
| ----------------------- | ------------------------------ | ----- | --------------- | ---- |
|                         | PSD-CDS-PPM                    | 362   | 53,55 / 100,00  | 3,92 |
|                         | Partido Socialista             | 257   | 38,02 / 100,00  | 3,54 |
|                         | Coligação Democrática Unitária | 34    | 5,03 / 100,00   | 0,33 |
|                         | Bloco de Esquerda              | 3     | 0,44 / 100,00   | -    |
|                         | Nós, Cidadãos!                 | 1     | 0,15 / 100,00   | Novo |
| Votos Inválidos         | Votos Inválidos                | 19    | 2,81 / 100,00   | 0,13 |
| Total                   | Total                          | 676   | 100,00 / 100,00 |      |
| Eleitorado/Participação | Eleitorado/Participação        | 1 105 | 61,18 / 100,00  | 1,34 |

#### Priscos
| Partido                 | Partido                        | Votos | %               | +/-  |
| ----------------------- | ------------------------------ | ----- | --------------- | ---- |
|                         | PSD-CDS-PPM                    | 591   | 68,09 / 100,00  | 5,73 |
|                         | Partido Socialista             | 160   | 18,43 / 100,00  | 9,03 |
|                         | Coligação Democrática Unitária | 42    | 4,84 / 100,00   | 0,84 |
|                         | Bloco de Esquerda              | 27    | 3,11 / 100,00   | -    |
|                         | Nós, Cidadãos!                 | 14    | 1,61 / 100,00   | Novo |
| Votos Inválidos         | Votos Inválidos                | 34    | 3,91 / 100,00   | 0,21 |
| Total                   | Total                          | 868   | 100,00 / 100,00 |      |
| Eleitorado/Participação | Eleitorado/Participação        | 1 188 | 73,06 / 100,00  | 1,30 |

#### Real, Dume e Semelhe
| Partido                 | Partido                        | Votos  | %               | +/-  |
| ----------------------- | ------------------------------ | ------ | --------------- | ---- |
|                         | PSD-CDS-PPM                    | 2 729  | 45,83 / 100,00  | 5,19 |
|                         | Partido Socialista             | 1 981  | 33,27 / 100,00  | 2,81 |
|                         | Coligação Democrática Unitária | 655    | 11,00 / 100,00  | 0,04 |
|                         | Bloco de Esquerda              | 257    | 4,32 / 100,00   | -    |
|                         | Nós, Cidadãos!                 | 57     | 0,96 / 100,00   | Novo |
| Votos Inválidos         | Votos Inválidos                | 276    | 4,63 / 100,00   | 0,95 |
| Total                   | Total                          | 5 955  | 100,00 / 100,00 |      |
| Eleitorado/Participação | Eleitorado/Participação        | 10 576 | 56,31 / 100,00  | 2,56 |

#### Ruilhe
| Partido                 | Partido                        | Votos | %               | +/-   |
| ----------------------- | ------------------------------ | ----- | --------------- | ----- |
|                         | PSD-CDS-PPM                    | 438   | 61,86 / 100,00  | 18,54 |
|                         | Partido Socialista             | 160   | 22,60 / 100,00  | 16,09 |
|                         | Coligação Democrática Unitária | 65    | 9,18 / 100,00   | 0,63  |
|                         | Bloco de Esquerda              | 14    | 1,98 / 100,00   | -     |
|                         | Nós, Cidadãos!                 | 5     | 0,71 / 100,00   | Novo  |
| Votos Inválidos         | Votos Inválidos                | 26    | 3,67 / 100,00   | 1,91  |
| Total                   | Total                          | 708   | 100,00 / 100,00 |       |
| Eleitorado/Participação | Eleitorado/Participação        | 1 068 | 66,29 / 100,00  | 2,12  |

#### Santa Lucrécia de Algeriz e Navarra
| Partido                 | Partido                        | Votos | %               | +/-   |
| ----------------------- | ------------------------------ | ----- | --------------- | ----- |
|                         | PSD-CDS-PPM                    | 376   | 56,97 / 100,00  | 8,09  |
|                         | Partido Socialista             | 153   | 23,18 / 100,00  | 15,51 |
|                         | Coligação Democrática Unitária | 55    | 8,33 / 100,00   | 3,12  |
|                         | Bloco de Esquerda              | 30    | 4,55 / 100,00   | -     |
|                         | Nós, Cidadãos!                 | 9     | 1,36 / 100,00   | Novo  |
| Votos Inválidos         | Votos Inválidos                | 37    | 5,60 / 100,00   | 0,54  |
| Total                   | Total                          | 660   | 100,00 / 100,00 |       |
| Eleitorado/Participação | Eleitorado/Participação        | 922   | 71,58 / 100,00  | 0,32  |

#### Sequeira
| Partido                 | Partido                        | Votos | %               | +/-  |
| ----------------------- | ------------------------------ | ----- | --------------- | ---- |
|                         | PSD-CDS-PPM                    | 535   | 47,26 / 100,00  | 4,87 |
|                         | Partido Socialista             | 427   | 37,72 / 100,00  | 1,98 |
|                         | Coligação Democrática Unitária | 78    | 6,89 / 100,00   | 0,68 |
|                         | Bloco de Esquerda              | 30    | 2,65 / 100,00   | -    |
|                         | Nós, Cidadãos!                 | 8     | 0,71 / 100,00   | Novo |
| Votos Inválidos         | Votos Inválidos                | 54    | 4,78 / 100,00   | 1,44 |
| Total                   | Total                          | 1 132 | 100,00 / 100,00 |      |
| Eleitorado/Participação | Eleitorado/Participação        | 1 715 | 66,01 / 100,00  | 0,14 |

#### Sobreposta
| Partido                 | Partido                        | Votos | %               | +/-   |
| ----------------------- | ------------------------------ | ----- | --------------- | ----- |
|                         | PSD-CDS-PPM                    | 557   | 69,11 / 100,00  | 13,26 |
|                         | Partido Socialista             | 162   | 20,10 / 100,00  | 8,87  |
|                         | Coligação Democrática Unitária | 45    | 5,58 / 100,00   | 0,57  |
|                         | Bloco de Esquerda              | 10    | 1,24 / 100,00   | -     |
|                         | Nós, Cidadãos!                 | 10    | 1,24 / 100,00   | Novo  |
| Votos Inválidos         | Votos Inválidos                | 22    | 2,72 / 100,00   | 2,01  |
| Total                   | Total                          | 806   | 100,00 / 100,00 |       |
| Eleitorado/Participação | Eleitorado/Participação        | 1 211 | 66,56 / 100,00  | 7,07  |

#### Tadim
| Partido                 | Partido                        | Votos | %               | +/-  |
| ----------------------- | ------------------------------ | ----- | --------------- | ---- |
|                         | PSD-CDS-PPM                    | 345   | 46,37 / 100,00  | 5,33 |
|                         | Partido Socialista             | 277   | 37,23 / 100,00  | 5,26 |
|                         | Coligação Democrática Unitária | 58    | 7,80 / 100,00   | 2,02 |
|                         | Bloco de Esquerda              | 22    | 2,96 / 100,00   | -    |
|                         | Nós, Cidadãos!                 | 4     | 0,54 / 100,00   | Novo |
| Votos Inválidos         | Votos Inválidos                | 38    | 5,11 / 100,00   | 0,96 |
| Total                   | Total                          | 744   | 100,00 / 100,00 |      |
| Eleitorado/Participação | Eleitorado/Participação        | 1 004 | 74,10 / 100,00  | 2,24 |

#### Tebosa
| Partido                 | Partido                        | Votos | %               | +/-   |
| ----------------------- | ------------------------------ | ----- | --------------- | ----- |
|                         | PSD-CDS-PPM                    | 460   | 61,33 / 100,00  | 14,74 |
|                         | Partido Socialista             | 209   | 27,87 / 100,00  | 17,02 |
|                         | Coligação Democrática Unitária | 38    | 5,07 / 100,00   | 0,47  |
|                         | Bloco de Esquerda              | 16    | 2,13 / 100,00   | -     |
|                         | Nós, Cidadãos!                 | 9     | 1,20 / 100,00   | Novo  |
| Votos Inválidos         | Votos Inválidos                | 18    | 2,40 / 100,00   | 0,55  |
| Total                   | Total                          | 750   | 100,00 / 100,00 |       |
| Eleitorado/Participação | Eleitorado/Participação        | 949   | 79,03 / 100,00  | 5,77  |

#### Vilaça e Fradelos
| Partido                 | Partido                        | Votos | %               | +/-  |
| ----------------------- | ------------------------------ | ----- | --------------- | ---- |
|                         | PSD-CDS-PPM                    | 679   | 60,46 / 100,00  | 6,49 |
|                         | Partido Socialista             | 344   | 30,63 / 100,00  | 4,68 |
|                         | Coligação Democrática Unitária | 38    | 3,38 / 100,00   | 0,50 |
|                         | Bloco de Esquerda              | 22    | 1,96 / 100,00   | -    |
|                         | Nós, Cidadãos!                 | 5     | 0,45 / 100,00   | Novo |
| Votos Inválidos         | Votos Inválidos                | 35    | 3,12 / 100,00   | 2,11 |
| Total                   | Total                          | 1 123 | 100,00 / 100,00 |      |
| Eleitorado/Participação | Eleitorado/Participação        | 1 432 | 78,42 / 100,00  | 0,66 |

### Assembleia Municipal
| Freguesia                                          | %             | %     | %     | %    | %    | Votantes |
| Freguesia                                          | PSD- CDS- PPM | PS    | CDU   | BE   | NC   | Votantes |
| -------------------------------------------------- | ------------- | ----- | ----- | ---- | ---- | -------- |
| Adaúfe                                             | 60,87         | 23,43 | 6,44  | 4,01 | 0,94 | 2 019    |
| Arentim e Cunha                                    | 51,53         | 35,00 | 3,90  | 2,97 | 1,39 | 1 077    |
| Braga (Maximinos, Sé e Cividade)                   | 42,70         | 26,99 | 13,61 | 8,52 | 2,56 | 7 122    |
| Braga (São José de São Lázaro e São João do Souto) | 45,17         | 26,64 | 12,19 | 9,50 | 1,86 | 6 442    |
| Braga (São Vicente)                                | 42,62         | 27,72 | 14,36 | 8,14 | 1,88 | 5 967    |
| Braga (São Victor)                                 | 46,52         | 24,45 | 13,02 | 8,60 | 2,32 | 11 594   |
| Cabreiros e Passos (São Julião)                    | 44,74         | 44,33 | 4,63  | 1,59 | 0,62 | 1 446    |
| Celeirós, Aveleda e Vimieiro                       | 49,16         | 34,19 | 7,11  | 3,84 | 1,07 | 3 826    |
| Crespos e Pousada                                  | 61,38         | 26,37 | 4,60  | 1,64 | 0,88 | 914      |
| Escudeiros e Penso (Santo Estêvão e São Vicente)   | 58,44         | 28,48 | 4,61  | 2,80 | 1,23 | 1 215    |
| Espinho                                            | 49,93         | 40,49 | 5,06  | 1,50 | 0,82 | 731      |
| Esporões                                           | 61,33         | 19,77 | 5,98  | 4,73 | 2,41 | 1 037    |
| Este (São Pedro e São Mamede)                      | 53,42         | 29,97 | 7,01  | 3,80 | 1,21 | 2 396    |
| Ferreiros e Gondizalves                            | 45,13         | 33,39 | 8,54  | 5,85 | 1,53 | 4 720    |
| Figueiredo                                         | 67,44         | 19,95 | 4,25  | 2,19 | 0,90 | 777      |
| Gualtar                                            | 43,83         | 34,52 | 9,30  | 5,66 | 1,56 | 3 021    |
| Guisande e Oliveira (São Pedro)                    | 56,10         | 31,28 | 5,21  | 2,61 | 1,51 | 729      |
| Lamas                                              | 55,24         | 33,14 | 4,38  | 2,29 | 1,14 | 525      |
| Lomar e Arcos                                      | 49,75         | 30,31 | 8,54  | 5,99 | 1,34 | 3 570    |
| Merelim (São Paio), Panoias e Parada de Tibães     | 37,19         | 27,04 | 25,13 | 4,26 | 1,19 | 2 678    |
| Merelim (São Pedro) e Frossos                      | 48,87         | 25,81 | 10,88 | 6,01 | 2,26 | 2 298    |
| Mire de Tibães                                     | 52,81         | 27,74 | 10,16 | 4,14 | 1,47 | 1 496    |
| Morreira e Trandeiras                              | 60,77         | 22,55 | 3,83  | 3,95 | 2,59 | 887      |
| Nogueira, Fraião e Lamaçães                        | 49,30         | 24,40 | 10,11 | 8,02 | 1,89 | 7 615    |
| Nogueiró e Tenões                                  | 48,64         | 20,70 | 11,95 | 9,15 | 3,01 | 2 753    |
| Padim da Graça                                     | 41,96         | 43,48 | 8,66  | 1,90 | 0,76 | 1 051    |
| Palmeira                                           | 50,60         | 32,60 | 6,45  | 4,88 | 0,97 | 2 994    |
| Pedralva                                           | 52,81         | 37,43 | 6,07  | 0,74 | 0,00 | 676      |
| Priscos                                            | 66,01         | 17,97 | 3,69  | 5,07 | 3,00 | 868      |
| Real, Dume e Semelhe                               | 39,93         | 34,31 | 12,44 | 6,28 | 1,60 | 5 955    |
| Ruilhe                                             | 59,75         | 20,62 | 11,58 | 1,98 | 1,69 | 708      |
| Santa Lucrécia de Algeriz e Navarra                | 53,04         | 22,34 | 9,12  | 6,23 | 2,13 | 658      |
| Sequeira                                           | 43,82         | 38,78 | 7,42  | 4,15 | 0,97 | 1 132    |
| Sobreposta                                         | 67,62         | 18,49 | 6,95  | 2,98 | 0,62 | 806      |
| Tadim                                              | 42,61         | 39,52 | 7,12  | 4,84 | 0,81 | 744      |
| Tebosa                                             | 56,53         | 30,00 | 6,67  | 1,20 | 2,53 | 750      |
| Vilaça e Fradelos                                  | 57,65         | 30,43 | 4,27  | 3,02 | 0,53 | 1 124    |
| Braga                                              | 47,93         | 28,60 | 10,41 | 6,26 | 1,73 | 94 321   |

#### Adaúfe
| Partido                 | Partido                        | Votos | %               | +/-   |
| ----------------------- | ------------------------------ | ----- | --------------- | ----- |
|                         | PSD-CDS-PPM                    | 1 229 | 60,87 / 100,00  | 11,28 |
|                         | Partido Socialista             | 473   | 23,43 / 100,00  | 9,08  |
|                         | Coligação Democrática Unitária | 130   | 6,44 / 100,00   | 2,78  |
|                         | Bloco de Esquerda              | 81    | 4,01 / 100,00   | -     |
|                         | Nós, Cidadãos!                 | 19    | 0,94 / 100,00   | Novo  |
| Votos Inválidos         | Votos Inválidos                | 87    | 4,31 / 100,00   | 0,21  |
| Total                   | Total                          | 2 019 | 100,00 / 100,00 |       |
| Eleitorado/Participação | Eleitorado/Participação        | 3 649 | 55,33 / 100,00  | 3,53  |

#### Arentim e Cunha
| Partido                 | Partido                        | Votos | %               | +/-  |
| ----------------------- | ------------------------------ | ----- | --------------- | ---- |
|                         | PSD-CDS-PPM                    | 555   | 51,53 / 100,00  | 5,12 |
|                         | Partido Socialista             | 377   | 35,00 / 100,00  | 4,75 |
|                         | Coligação Democrática Unitária | 42    | 3,90 / 100,00   | 1,42 |
|                         | Bloco de Esquerda              | 32    | 2,97 / 100,00   | -    |
|                         | Nós, Cidadãos!                 | 15    | 1,39 / 100,00   | Novo |
| Votos Inválidos         | Votos Inválidos                | 56    | 5,20 / 100,00   | 0,14 |
| Total                   | Total                          | 1 077 | 100,00 / 100,00 |      |
| Eleitorado/Participação | Eleitorado/Participação        | 1 386 | 77,71 / 100,00  | 1,88 |

#### Braga (Maximinos, Sé e Cividade)
| Partido                 | Partido                        | Votos  | %               | +/-  |
| ----------------------- | ------------------------------ | ------ | --------------- | ---- |
|                         | PSD-CDS-PPM                    | 3 041  | 42,70 / 100,00  | 4,55 |
|                         | Partido Socialista             | 1 922  | 26,99 / 100,00  | 3,83 |
|                         | Coligação Democrática Unitária | 969    | 13,61 / 100,00  | 2,09 |
|                         | Bloco de Esquerda              | 607    | 8,52 / 100,00   | -    |
|                         | Nós, Cidadãos!                 | 182    | 2,56 / 100,00   | Novo |
| Votos Inválidos         | Votos Inválidos                | 401    | 5,63 / 100,00   | 0,42 |
| Total                   | Total                          | 7 122  | 100,00 / 100,00 |      |
| Eleitorado/Participação | Eleitorado/Participação        | 13 326 | 53,44 / 100,00  | 2,34 |

#### Braga (São José de São Lázaro e São João do Souto)
| Partido                 | Partido                        | Votos  | %               | +/-  |
| ----------------------- | ------------------------------ | ------ | --------------- | ---- |
|                         | PSD-CDS-PPM                    | 2 910  | 45,17 / 100,00  | 3,28 |
|                         | Partido Socialista             | 1 716  | 26,64 / 100,00  | 3,85 |
|                         | Coligação Democrática Unitária | 785    | 12,19 / 100,00  | 0,69 |
|                         | Bloco de Esquerda              | 612    | 9,50 / 100,00   | -    |
|                         | Nós, Cidadãos!                 | 120    | 1,86 / 100,00   | Novo |
| Votos Inválidos         | Votos Inválidos                | 299    | 4,64 / 100,00   | 0,61 |
| Total                   | Total                          | 6 442  | 100,00 / 100,00 |      |
| Eleitorado/Participação | Eleitorado/Participação        | 12 884 | 50,00 / 100,00  | 4,27 |

#### Braga (São Vicente)
| Partido                 | Partido                        | Votos  | %               | +/-  |
| ----------------------- | ------------------------------ | ------ | --------------- | ---- |
|                         | PSD-CDS-PPM                    | 2 543  | 42,62 / 100,00  | 2,47 |
|                         | Partido Socialista             | 1 654  | 27,72 / 100,00  | 0,05 |
|                         | Coligação Democrática Unitária | 857    | 14,36 / 100,00  | 0,82 |
|                         | Bloco de Esquerda              | 486    | 8,14 / 100,00   | -    |
|                         | Nós, Cidadãos!                 | 112    | 1,88 / 100,00   | Novo |
| Votos Inválidos         | Votos Inválidos                | 315    | 5,28 / 100,00   | 1,03 |
| Total                   | Total                          | 5 967  | 100,00 / 100,00 |      |
| Eleitorado/Participação | Eleitorado/Participação        | 11 419 | 52,26 / 100,00  | 3,18 |

#### Braga (São Victor)
| Partido                 | Partido                        | Votos  | %               | +/-  |
| ----------------------- | ------------------------------ | ------ | --------------- | ---- |
|                         | PSD-CDS-PPM                    | 5 394  | 46,52 / 100,00  | 2,44 |
|                         | Partido Socialista             | 2 835  | 24,45 / 100,00  | 3,12 |
|                         | Coligação Democrática Unitária | 1 509  | 13,02 / 100,00  | 0,27 |
|                         | Bloco de Esquerda              | 997    | 8,60 / 100,00   | -    |
|                         | Nós, Cidadãos!                 | 269    | 2,32 / 100,00   | Novo |
| Votos Inválidos         | Votos Inválidos                | 590    | 5,09 / 100,00   | 0,41 |
| Total                   | Total                          | 11 594 | 100,00 / 100,00 |      |
| Eleitorado/Participação | Eleitorado/Participação        | 25 294 | 45,84 / 100,00  | 3,64 |

#### Cabreiros e Passos São Julião
| Partido                 | Partido                        | Votos | %               | +/-  |
| ----------------------- | ------------------------------ | ----- | --------------- | ---- |
|                         | PSD-CDS-PPM                    | 647   | 44,74 / 100,00  | 2,04 |
|                         | Partido Socialista             | 641   | 44,33 / 100,00  | 0,53 |
|                         | Coligação Democrática Unitária | 67    | 4,63 / 100,00   | 0,91 |
|                         | Bloco de Esquerda              | 23    | 1,59 / 100,00   | -    |
|                         | Nós, Cidadãos!                 | 9     | 0,62 / 100,00   | Novo |
| Votos Inválidos         | Votos Inválidos                | 59    | 4,08 / 100,00   | 0,59 |
| Total                   | Total                          | 1 446 | 100,00 / 100,00 |      |
| Eleitorado/Participação | Eleitorado/Participação        | 2 001 | 72,26 / 100,00  | 3,29 |

#### Celeirós, Aveleda e Vimieiro
| Partido                 | Partido                        | Votos | %               | +/-   |
| ----------------------- | ------------------------------ | ----- | --------------- | ----- |
|                         | PSD-CDS-PPM                    | 1 881 | 49,16 / 100,00  | 10,30 |
|                         | Partido Socialista             | 1 308 | 34,19 / 100,00  | 7,68  |
|                         | Coligação Democrática Unitária | 272   | 7,11 / 100,00   | 2,34  |
|                         | Bloco de Esquerda              | 147   | 3,84 / 100,00   | -     |
|                         | Nós, Cidadãos!                 | 41    | 1,07 / 100,00   | Novo  |
| Votos Inválidos         | Votos Inválidos                | 177   | 4,62 / 100,00   | 1,19  |
| Total                   | Total                          | 3 826 | 100,00 / 100,00 |       |
| Eleitorado/Participação | Eleitorado/Participação        | 5 967 | 64,12 / 100,00  | 0,42  |

#### Crespos e Pousada
| Partido                 | Partido                        | Votos | %               | +/-  |
| ----------------------- | ------------------------------ | ----- | --------------- | ---- |
|                         | PSD-CDS-PPM                    | 561   | 61,38 / 100,00  | 3,26 |
|                         | Partido Socialista             | 241   | 26,37 / 100,00  | 3,44 |
|                         | Coligação Democrática Unitária | 42    | 4,60 / 100,00   | 1,51 |
|                         | Bloco de Esquerda              | 15    | 1,64 / 100,00   | -    |
|                         | Nós, Cidadãos!                 | 8     | 0,88 / 100,00   | Novo |
| Votos Inválidos         | Votos Inválidos                | 47    | 5,14 / 100,00   | 0,55 |
| Total                   | Total                          | 914   | 100,00 / 100,00 |      |
| Eleitorado/Participação | Eleitorado/Participação        | 1 253 | 72,94 / 100,00  | 0,22 |

#### Escudeiros e Penso
| Partido                 | Partido                        | Votos | %               | +/-  |
| ----------------------- | ------------------------------ | ----- | --------------- | ---- |
|                         | PSD-CDS-PPM                    | 710   | 58,44 / 100,00  | 4,55 |
|                         | Partido Socialista             | 346   | 28,48 / 100,00  | 7,05 |
|                         | Coligação Democrática Unitária | 56    | 4,61 / 100,00   | 0,60 |
|                         | Bloco de Esquerda              | 34    | 2,80 / 100,00   | -    |
|                         | Nós, Cidadãos!                 | 15    | 1,23 / 100,00   | Novo |
| Votos Inválidos         | Votos Inválidos                | 54    | 4,44 / 100,00   | 1,32 |
| Total                   | Total                          | 1 215 | 100,00 / 100,00 |      |
| Eleitorado/Participação | Eleitorado/Participação        | 1 719 | 70,68 / 100,00  | 1,57 |

#### Espinho
| Partido                 | Partido                        | Votos | %               | +/-  |
| ----------------------- | ------------------------------ | ----- | --------------- | ---- |
|                         | PSD-CDS-PPM                    | 365   | 49,93 / 100,00  | 6,23 |
|                         | Partido Socialista             | 296   | 40,49 / 100,00  | 2,41 |
|                         | Coligação Democrática Unitária | 37    | 5,06 / 100,00   | 1,64 |
|                         | Bloco de Esquerda              | 11    | 1,50 / 100,00   | -    |
|                         | Nós, Cidadãos!                 | 6     | 0,82 / 100,00   | Novo |
| Votos Inválidos         | Votos Inválidos                | 16    | 2,18 / 100,00   | 2,11 |
| Total                   | Total                          | 731   | 100,00 / 100,00 |      |
| Eleitorado/Participação | Eleitorado/Participação        | 1 111 | 65,80 / 100,00  | 1,43 |

#### Esporões
| Partido                 | Partido                        | Votos | %               | +/-   |
| ----------------------- | ------------------------------ | ----- | --------------- | ----- |
|                         | PSD-CDS-PPM                    | 636   | 61,33 / 100,00  | 19,02 |
|                         | Partido Socialista             | 205   | 19,77 / 100,00  | 21,99 |
|                         | Coligação Democrática Unitária | 62    | 5,98 / 100,00   | 0,34  |
|                         | Bloco de Esquerda              | 49    | 4,73 / 100,00   | -     |
|                         | Nós, Cidadãos!                 | 25    | 2,41 / 100,00   | Novo  |
| Votos Inválidos         | Votos Inválidos                | 60    | 5,78 / 100,00   | 0,11  |
| Total                   | Total                          | 1 037 | 100,00 / 100,00 |       |
| Eleitorado/Participação | Eleitorado/Participação        | 1 537 | 67,47 / 100,00  | 2,08  |

#### Este
| Partido                 | Partido                        | Votos | %               | +/-  |
| ----------------------- | ------------------------------ | ----- | --------------- | ---- |
|                         | PSD-CDS-PPM                    | 1 280 | 53,42 / 100,00  | 6,56 |
|                         | Partido Socialista             | 718   | 29,97 / 100,00  | 4,83 |
|                         | Coligação Democrática Unitária | 168   | 7,01 / 100,00   | 1,20 |
|                         | Bloco de Esquerda              | 91    | 3,80 / 100,00   | -    |
|                         | Nós, Cidadãos!                 | 29    | 1,21 / 100,00   | Novo |
| Votos Inválidos         | Votos Inválidos                | 110   | 4,60 / 100,00   | 1,35 |
| Total                   | Total                          | 2 396 | 100,00 / 100,00 |      |
| Eleitorado/Participação | Eleitorado/Participação        | 3 680 | 65,11 / 100,00  | 3,13 |

#### Ferreiros e Gondizalves
| Partido                 | Partido                        | Votos | %               | +/-  |
| ----------------------- | ------------------------------ | ----- | --------------- | ---- |
|                         | PSD-CDS-PPM                    | 2 150 | 45,55 / 100,00  | 7,10 |
|                         | Partido Socialista             | 1 576 | 33,39 / 100,00  | 4,03 |
|                         | Coligação Democrática Unitária | 383   | 8,11 / 100,00   | 3,43 |
|                         | Bloco de Esquerda              | 276   | 5,85 / 100,00   | -    |
|                         | Nós, Cidadãos!                 | 72    | 1,53 / 100,00   | Novo |
| Votos Inválidos         | Votos Inválidos                | 263   | 5,58 / 100,00   | 0,76 |
| Total                   | Total                          | 4 720 | 100,00 / 100,00 |      |
| Eleitorado/Participação | Eleitorado/Participação        | 8 107 | 58,22 / 100,00  | 2,07 |

#### Figueiredo
| Partido                 | Partido                        | Votos | %               | +/-   |
| ----------------------- | ------------------------------ | ----- | --------------- | ----- |
|                         | PSD-CDS-PPM                    | 524   | 67,44 / 100,00  | 27,23 |
|                         | Partido Socialista             | 155   | 19,95 / 100,00  | 27,60 |
|                         | Coligação Democrática Unitária | 33    | 4,25 / 100,00   | 1,42  |
|                         | Bloco de Esquerda              | 17    | 2,19 / 100,00   | -     |
|                         | Nós, Cidadãos!                 | 7     | 0,90 / 100,00   | Novo  |
| Votos Inválidos         | Votos Inválidos                | 41    | 5,28 / 100,00   | 0,77  |
| Total                   | Total                          | 777   | 100,00 / 100,00 |       |
| Eleitorado/Participação | Eleitorado/Participação        | 1 039 | 74,78 / 100,00  | 3,19  |

#### Gualtar
| Partido                 | Partido                        | Votos | %               | +/-  |
| ----------------------- | ------------------------------ | ----- | --------------- | ---- |
|                         | PSD-CDS-PPM                    | 1 324 | 43,83 / 100,00  | 2,76 |
|                         | Partido Socialista             | 1 043 | 34,52 / 100,00  | 0,77 |
|                         | Coligação Democrática Unitária | 281   | 9,30 / 100,00   | 0,46 |
|                         | Bloco de Esquerda              | 171   | 5,66 / 100,00   | -    |
|                         | Nós, Cidadãos!                 | 47    | 1,56 / 100,00   | Novo |
| Votos Inválidos         | Votos Inválidos                | 155   | 5,13 / 100,00   | 0,90 |
| Total                   | Total                          | 3 021 | 100,00 / 100,00 |      |
| Eleitorado/Participação | Eleitorado/Participação        | 5 022 | 60,16 / 100,00  | 3,69 |

#### Guisande e Oliveira São Pedro
| Partido                 | Partido                        | Votos | %               | +/-  |
| ----------------------- | ------------------------------ | ----- | --------------- | ---- |
|                         | PSD-CDS-PPM                    | 409   | 56,10 / 100,00  | 2,72 |
|                         | Partido Socialista             | 228   | 31,28 / 100,00  | 3,04 |
|                         | Coligação Democrática Unitária | 38    | 5,21 / 100,00   | 0,75 |
|                         | Bloco de Esquerda              | 19    | 2,61 / 100,00   | -    |
|                         | Nós, Cidadãos!                 | 11    | 1,51 / 100,00   | Novo |
| Votos Inválidos         | Votos Inválidos                | 24    | 3,29 / 100,00   | 0,90 |
| Total                   | Total                          | 729   | 100,00 / 100,00 |      |
| Eleitorado/Participação | Eleitorado/Participação        | 895   | 81,45 / 100,00  | 1,02 |

#### Lamas
| Partido                 | Partido                        | Votos | %               | +/-   |
| ----------------------- | ------------------------------ | ----- | --------------- | ----- |
|                         | PSD-CDS-PPM                    | 290   | 55,24 / 100,00  | 15,53 |
|                         | Partido Socialista             | 174   | 33,14 / 100,00  | 15,74 |
|                         | Coligação Democrática Unitária | 23    | 4,38 / 100,00   | 0,51  |
|                         | Bloco de Esquerda              | 12    | 2,29 / 100,00   | -     |
|                         | Nós, Cidadãos!                 | 6     | 1,14 / 100,00   | Novo  |
| Votos Inválidos         | Votos Inválidos                | 20    | 3,81 / 100,00   | 0,76  |
| Total                   | Total                          | 525   | 100,00 / 100,00 |       |
| Eleitorado/Participação | Eleitorado/Participação        | 701   | 74,89 / 100,00  | 0,38  |

#### Lomar e Arcos
| Partido                 | Partido                        | Votos | %               | +/-  |
| ----------------------- | ------------------------------ | ----- | --------------- | ---- |
|                         | PSD-CDS-PPM                    | 1 776 | 49,75 / 100,00  | 5,52 |
|                         | Partido Socialista             | 1 082 | 30,31 / 100,00  | 2,77 |
|                         | Coligação Democrática Unitária | 305   | 8,54 / 100,00   | 3,02 |
|                         | Bloco de Esquerda              | 214   | 5,99 / 100,00   | -    |
|                         | Nós, Cidadãos!                 | 48    | 1,34 / 100,00   | Novo |
| Votos Inválidos         | Votos Inválidos                | 145   | 4,06 / 100,00   | 1,28 |
| Total                   | Total                          | 3 570 | 100,00 / 100,00 |      |
| Eleitorado/Participação | Eleitorado/Participação        | 6 015 | 59,35 / 100,00  | 0,67 |

#### Merelim São Paio, Panoias e Parada de Tibães
| Partido                 | Partido                        | Votos | %               | +/-  |
| ----------------------- | ------------------------------ | ----- | --------------- | ---- |
|                         | PSD-CDS-PPM                    | 996   | 37,19 / 100,00  | 4,40 |
|                         | Partido Socialista             | 724   | 27,04 / 100,00  | 6,29 |
|                         | Coligação Democrática Unitária | 673   | 25,13 / 100,00  | 1,13 |
|                         | Bloco de Esquerda              | 114   | 4,26 / 100,00   | -    |
|                         | Nós, Cidadãos!                 | 32    | 1,19 / 100,00   | Novo |
| Votos Inválidos         | Votos Inválidos                | 139   | 5,19 / 100,00   | 0,29 |
| Total                   | Total                          | 2 678 | 100,00 / 100,00 |      |
| Eleitorado/Participação | Eleitorado/Participação        | 4 330 | 61,85 / 100,00  | 2,21 |

#### Merelim São Pedro e Frossos
| Partido                 | Partido                        | Votos | %               | +/-  |
| ----------------------- | ------------------------------ | ----- | --------------- | ---- |
|                         | PSD-CDS-PPM                    | 1 123 | 48,87 / 100,00  | 2,01 |
|                         | Partido Socialista             | 593   | 25,81 / 100,00  | 5,70 |
|                         | Coligação Democrática Unitária | 250   | 10,88 / 100,00  | 1,08 |
|                         | Bloco de Esquerda              | 138   | 6,01 / 100,00   | -    |
|                         | Nós, Cidadãos!                 | 52    | 2,26 / 100,00   | Novo |
| Votos Inválidos         | Votos Inválidos                | 142   | 6,18 / 100,00   | 0,83 |
| Total                   | Total                          | 2 298 | 100,00 / 100,00 |      |
| Eleitorado/Participação | Eleitorado/Participação        | 3 703 | 62,06 / 100,00  | 6,00 |

#### Mire de Tibães
| Partido                 | Partido                        | Votos | %               | +/-  |
| ----------------------- | ------------------------------ | ----- | --------------- | ---- |
|                         | PSD-CDS-PPM                    | 790   | 52,81 / 100,00  | 5,73 |
|                         | Partido Socialista             | 415   | 27,74 / 100,00  | 5,83 |
|                         | Coligação Democrática Unitária | 152   | 10,16 / 100,00  | 1,05 |
|                         | Bloco de Esquerda              | 62    | 4,14 / 100,00   | -    |
|                         | Nós, Cidadãos!                 | 22    | 1,47 / 100,00   | Novo |
| Votos Inválidos         | Votos Inválidos                | 55    | 3,68 / 100,00   | 0,52 |
| Total                   | Total                          | 1 496 | 100,00 / 100,00 |      |
| Eleitorado/Participação | Eleitorado/Participação        | 2 201 | 67,97 / 100,00  | 0,01 |

#### Morreira e Trandeiras
| Partido                 | Partido                        | Votos | %               | +/-   |
| ----------------------- | ------------------------------ | ----- | --------------- | ----- |
|                         | PSD-CDS-PPM                    | 539   | 60,77 / 100,00  | 12,10 |
|                         | Partido Socialista             | 200   | 22,55 / 100,00  | 17,53 |
|                         | Bloco de Esquerda              | 35    | 3,95 / 100,00   | -     |
|                         | Coligação Democrática Unitária | 34    | 3,83 / 100,00   | 0,98  |
|                         | Nós, Cidadãos!                 | 23    | 2,59 / 100,00   | Novo  |
| Votos Inválidos         | Votos Inválidos                | 56    | 6,31 / 100,00   | 2,01  |
| Total                   | Total                          | 887   | 100,00 / 100,00 |       |
| Eleitorado/Participação | Eleitorado/Participação        | 1 260 | 70,40 / 100,00  | 2,86  |

#### Nogueira, Fraião e Lamaçães
| Partido                 | Partido                        | Votos  | %               | +/-  |
| ----------------------- | ------------------------------ | ------ | --------------- | ---- |
|                         | PSD-CDS-PPM                    | 3 754  | 49,30 / 100,00  | 5,10 |
|                         | Partido Socialista             | 1 858  | 24,40 / 100,00  | 4,04 |
|                         | Coligação Democrática Unitária | 770    | 10,11 / 100,00  | 0,43 |
|                         | Bloco de Esquerda              | 611    | 8,02 / 100,00   | -    |
|                         | Nós, Cidadãos!                 | 144    | 1,89 / 100,00   | Novo |
| Votos Inválidos         | Votos Inválidos                | 478    | 6,28 / 100,00   | 1,16 |
| Total                   | Total                          | 7 615  | 100,00 / 100,00 |      |
| Eleitorado/Participação | Eleitorado/Participação        | 12 871 | 59,16 / 100,00  | 2,07 |

#### Nogueiró e Tenões
| Partido                 | Partido                        | Votos | %               | +/-  |
| ----------------------- | ------------------------------ | ----- | --------------- | ---- |
|                         | PSD-CDS-PPM                    | 1 339 | 48,64 / 100,00  | 5,44 |
|                         | Partido Socialista             | 570   | 20,70 / 100,00  | 5,23 |
|                         | Coligação Democrática Unitária | 329   | 11,95 / 100,00  | 0,01 |
|                         | Bloco de Esquerda              | 252   | 9,15 / 100,00   | -    |
|                         | Nós, Cidadãos!                 | 83    | 3,01 / 100,00   | Novo |
| Votos Inválidos         | Votos Inválidos                | 180   | 6,54 / 100,00   | 0,07 |
| Total                   | Total                          | 2 753 | 100,00 / 100,00 |      |
| Eleitorado/Participação | Eleitorado/Participação        | 4 594 | 59,93 / 100,00  | 2,00 |

#### Padim da Graça
| Partido                 | Partido                        | Votos | %               | +/-  |
| ----------------------- | ------------------------------ | ----- | --------------- | ---- |
|                         | Partido Socialista             | 457   | 43,48 / 100,00  | 0,40 |
|                         | PSD-CDS-PPM                    | 441   | 41,96 / 100,00  | 1,10 |
|                         | Coligação Democrática Unitária | 91    | 8,66 / 100,00   | 0,39 |
|                         | Bloco de Esquerda              | 20    | 1,90 / 100,00   | -    |
|                         | Nós, Cidadãos!                 | 8     | 0,76 / 100,00   | Novo |
| Votos Inválidos         | Votos Inválidos                | 34    | 3,24 / 100,00   | 0,60 |
| Total                   | Total                          | 1 051 | 100,00 / 100,00 |      |
| Eleitorado/Participação | Eleitorado/Participação        | 1 505 | 69,83 / 100,00  | 1,07 |

#### Palmeira
| Partido                 | Partido                        | Votos | %               | +/-  |
| ----------------------- | ------------------------------ | ----- | --------------- | ---- |
|                         | PSD-CDS-PPM                    | 1 515 | 50,60 / 100,00  | 4,69 |
|                         | Partido Socialista             | 976   | 32,60 / 100,00  | 2,23 |
|                         | Coligação Democrática Unitária | 193   | 6,45 / 100,00   | 3,48 |
|                         | Bloco de Esquerda              | 146   | 4,88 / 100,00   | -    |
|                         | Nós, Cidadãos!                 | 29    | 0,97 / 100,00   | Novo |
| Votos Inválidos         | Votos Inválidos                | 135   | 4,51 / 100,00   | 0,77 |
| Total                   | Total                          | 2 994 | 100,00 / 100,00 |      |
| Eleitorado/Participação | Eleitorado/Participação        | 4 994 | 59,95 / 100,00  | 1,45 |

#### Pedralva
| Partido                 | Partido                        | Votos | %               | +/-  |
| ----------------------- | ------------------------------ | ----- | --------------- | ---- |
|                         | PSD-CDS-PPM                    | 357   | 52,81 / 100,00  | 5,58 |
|                         | Partido Socialista             | 253   | 37,43 / 100,00  | 7,65 |
|                         | Coligação Democrática Unitária | 41    | 6,07 / 100,00   | 0,93 |
|                         | Bloco de Esquerda              | 5     | 0,76 / 100,00   | -    |
|                         | Nós, Cidadãos!                 | 0     | 0,00 / 100,00   | Novo |
| Votos Inválidos         | Votos Inválidos                | 20    | 2,96 / 100,00   | 0,42 |
| Total                   | Total                          | 676   | 100,00 / 100,00 |      |
| Eleitorado/Participação | Eleitorado/Participação        | 1 105 | 61,18 / 100,00  | 1,34 |

#### Priscos
| Partido                 | Partido                        | Votos | %               | +/-   |
| ----------------------- | ------------------------------ | ----- | --------------- | ----- |
|                         | PSD-CDS-PPM                    | 573   | 66,01 / 100,00  | 6,74  |
|                         | Partido Socialista             | 156   | 17,97 / 100,00  | 10,18 |
|                         | Bloco de Esquerda              | 44    | 5,07 / 100,00   | -     |
|                         | Coligação Democrática Unitária | 32    | 3,69 / 100,00   | 1,57  |
|                         | Nós, Cidadãos!                 | 26    | 3,00 / 100,00   | Novo  |
| Votos Inválidos         | Votos Inválidos                | 37    | 4,26 / 100,00   | 0,09  |
| Total                   | Total                          | 868   | 100,00 / 100,00 |       |
| Eleitorado/Participação | Eleitorado/Participação        | 1 188 | 73,06 / 100,00  | 1,30  |

#### Real, Dume e Semelhe
| Partido                 | Partido                        | Votos  | %               | +/-  |
| ----------------------- | ------------------------------ | ------ | --------------- | ---- |
|                         | PSD-CDS-PPM                    | 2 378  | 39,93 / 100,00  | 3,41 |
|                         | Partido Socialista             | 2 043  | 34,31 / 100,00  | 2,32 |
|                         | Coligação Democrática Unitária | 741    | 12,44 / 100,00  | 1,38 |
|                         | Bloco de Esquerda              | 374    | 6,28 / 100,00   | -    |
|                         | Nós, Cidadãos!                 | 95     | 1,60 / 100,00   | Novo |
| Votos Inválidos         | Votos Inválidos                | 324    | 5,44 / 100,00   | 0,85 |
| Total                   | Total                          | 5 955  | 100,00 / 100,00 |      |
| Eleitorado/Participação | Eleitorado/Participação        | 10 576 | 56,31 / 100,00  | 2,56 |

#### Ruilhe
| Partido                 | Partido                        | Votos | %               | +/-     |
| ----------------------- | ------------------------------ | ----- | --------------- | ------- |
|                         | PSD-CDS-PPM                    | 423   | 59,75 / 100,00  | 19,83   |
|                         | Partido Socialista             | 146   | 20,62 / 100,00  | 18,62   |
|                         | Coligação Democrática Unitária | 82    | 11,58 / 100,00  | Estável |
|                         | Bloco de Esquerda              | 14    | 1,98 / 100,00   | -       |
|                         | Nós, Cidadãos!                 | 12    | 1,69 / 100,00   | Novo    |
| Votos Inválidos         | Votos Inválidos                | 31    | 4,38 / 100,00   | 1,75    |
| Total                   | Total                          | 708   | 100,00 / 100,00 |         |
| Eleitorado/Participação | Eleitorado/Participação        | 1 068 | 66,29 / 100,00  | 2,12    |

#### Santa Lucrécia de Algeriz e Navarra
| Partido                 | Partido                        | Votos | %               | +/-   |
| ----------------------- | ------------------------------ | ----- | --------------- | ----- |
|                         | PSD-CDS-PPM                    | 349   | 53,04 / 100,00  | 10,18 |
|                         | Partido Socialista             | 147   | 22,34 / 100,00  | 19,18 |
|                         | Coligação Democrática Unitária | 60    | 9,12 / 100,00   | 2,27  |
|                         | Bloco de Esquerda              | 41    | 6,23 / 100,00   | -     |
|                         | Nós, Cidadãos!                 | 14    | 2,13 / 100,00   | Novo  |
| Votos Inválidos         | Votos Inválidos                | 47    | 7,15 / 100,00   | 2,38  |
| Total                   | Total                          | 658   | 100,00 / 100,00 |       |
| Eleitorado/Participação | Eleitorado/Participação        | 922   | 71,37 / 100,00  | 0,11  |

#### Sequeira
| Partido                 | Partido                        | Votos | %               | +/-  |
| ----------------------- | ------------------------------ | ----- | --------------- | ---- |
|                         | PSD-CDS-PPM                    | 496   | 43,82 / 100,00  | 5,89 |
|                         | Partido Socialista             | 439   | 38,78 / 100,00  | 2,35 |
|                         | Coligação Democrática Unitária | 84    | 7,42 / 100,00   | 1,92 |
|                         | Bloco de Esquerda              | 47    | 4,15 / 100,00   | -    |
|                         | Nós, Cidadãos!                 | 11    | 0,97 / 100,00   | Novo |
| Votos Inválidos         | Votos Inválidos                | 55    | 4,86 / 100,00   | 3,55 |
| Total                   | Total                          | 1 132 | 100,00 / 100,00 |      |
| Eleitorado/Participação | Eleitorado/Participação        | 1 715 | 66,01 / 100,00  | 0,14 |

#### Sobreposta
| Partido                 | Partido                        | Votos | %               | +/-   |
| ----------------------- | ------------------------------ | ----- | --------------- | ----- |
|                         | PSD-CDS-PPM                    | 545   | 67,62 / 100,00  | 15,39 |
|                         | Partido Socialista             | 149   | 18,49 / 100,00  | 11,01 |
|                         | Coligação Democrática Unitária | 56    | 6,95 / 100,00   | 0,13  |
|                         | Bloco de Esquerda              | 24    | 2,98 / 100,00   | -     |
|                         | Nós, Cidadãos!                 | 5     | 0,62 / 100,00   | Novo  |
| Votos Inválidos         | Votos Inválidos                | 27    | 3,35 / 100,00   | 2,22  |
| Total                   | Total                          | 806   | 100,00 / 100,00 |       |
| Eleitorado/Participação | Eleitorado/Participação        | 1 211 | 66,56 / 100,00  | 3,07  |

#### Tadim
| Partido                 | Partido                        | Votos | %               | +/-  |
| ----------------------- | ------------------------------ | ----- | --------------- | ---- |
|                         | PSD-CDS-PPM                    | 317   | 42,61 / 100,00  | 9,81 |
|                         | Partido Socialista             | 294   | 39,52 / 100,00  | 7,73 |
|                         | Coligação Democrática Unitária | 53    | 7,12 / 100,00   | 1,70 |
|                         | Bloco de Esquerda              | 36    | 4,84 / 100,00   | -    |
|                         | Nós, Cidadãos!                 | 6     | 0,81 / 100,00   | Novo |
| Votos Inválidos         | Votos Inválidos                | 38    | 5,11 / 100,00   | 1,68 |
| Total                   | Total                          | 744   | 100,00 / 100,00 |      |
| Eleitorado/Participação | Eleitorado/Participação        | 1 004 | 74,10 / 100,00  | 2,24 |

#### Tebosa
| Partido                 | Partido                        | Votos | %               | +/-   |
| ----------------------- | ------------------------------ | ----- | --------------- | ----- |
|                         | PSD-CDS-PPM                    | 424   | 56,53 / 100,00  | 13,77 |
|                         | Partido Socialista             | 225   | 30,00 / 100,00  | 17,30 |
|                         | Coligação Democrática Unitária | 50    | 6,67 / 100,00   | 0,15  |
|                         | Bloco de Esquerda              | 19    | 2,53 / 100,00   | -     |
|                         | Nós, Cidadãos!                 | 9     | 1,20 / 100,00   | Novo  |
| Votos Inválidos         | Votos Inválidos                | 23    | 2,97 / 100,00   | 0,70  |
| Total                   | Total                          | 750   | 100,00 / 100,00 |       |
| Eleitorado/Participação | Eleitorado/Participação        | 949   | 79,03 / 100,00  | 5,77  |

#### Vilaça e Fradelos
| Partido                 | Partido                        | Votos | %               | +/-  |
| ----------------------- | ------------------------------ | ----- | --------------- | ---- |
|                         | PSD-CDS-PPM                    | 648   | 57,65 / 100,00  | 7,17 |
|                         | Partido Socialista             | 342   | 30,43 / 100,00  | 6,88 |
|                         | Coligação Democrática Unitária | 48    | 4,27 / 100,00   | 0,53 |
|                         | Bloco de Esquerda              | 34    | 3,02 / 100,00   | -    |
|                         | Nós, Cidadãos!                 | 6     | 0,53 / 100,00   | Novo |
| Votos Inválidos         | Votos Inválidos                | 46    | 4,09 / 100,00   | 1,23 |
| Total                   | Total                          | 1 124 | 100,00 / 100,00 |      |
| Eleitorado/Participação | Eleitorado/Participação        | 1 432 | 78,49 / 100,00  | 0,73 |

### Juntas de Freguesia

#### Adaúfe
| Partido                 | Partido                        | Votos | %               | +/-   | Mandatos | +/-     |
| ----------------------- | ------------------------------ | ----- | --------------- | ----- | -------- | ------- |
|                         | PSD-CDS-PPM                    | 1 282 | 63,50 / 100,00  | 12,18 | 7 / 9    | 2       |
|                         | Partido Socialista             | 518   | 25,66 / 100,00  | 11,42 | 2 / 9    | 2       |
|                         | Coligação Democrática Unitária | 128   | 6,34 / 100,00   | 0,87  | 0 / 9    | Estável |
| Votos Inválidos         | Votos Inválidos                | 91    | 4,51 / 100,00   | 0,12  |          |         |
| Total                   | Total                          | 2 019 | 100,00 / 100,00 |       | 9 / 9    |         |
| Eleitorado/Participação | Eleitorado/Participação        | 3 649 | 55,33 / 100,00  | 3,53  |          |         |

#### Arentim e Cunha
| Partido                 | Partido                                | Votos | %               | +/-  | Mandatos | +/-     |
| ----------------------- | -------------------------------------- | ----- | --------------- | ---- | -------- | ------- |
|                         | Lista Independente por Arentim e Cunha | 575   | 53,34 / 100,00  | 4,09 | 5 / 9    | Estável |
|                         | Partido Socialista                     | 405   | 37,57 / 100,00  | 5,82 | 4 / 9    | Estável |
|                         | Coligação Democrática Unitária         | 30    | 2,78 / 100,00   | 0,03 | 0 / 9    | Estável |
| Votos Inválidos         | Votos Inválidos                        | 68    | 6,31 / 100,00   | 1,70 |          |         |
| Total                   | Total                                  | 1 078 | 100,00 / 100,00 |      | 9 / 9    |         |
| Eleitorado/Participação | Eleitorado/Participação                | 1 386 | 77,78 / 100,00  | 1,81 |          |         |

#### Braga (Maximinos, Sé e Cividade)
| Partido                 | Partido                         | Votos  | %               | +/-   | Mandatos | +/-  |
| ----------------------- | ------------------------------- | ------ | --------------- | ----- | -------- | ---- |
|                         | PSD-CDS-PPM                     | 2 309  | 32,42 / 100,00  | 2,40  | 5 / 13   | 1    |
|                         | Servir Maximinos, Sé e Cividade | 1 934  | 27,16 / 100,00  | Novo  | 4 / 13   | Novo |
|                         | Partido Socialista              | 1 472  | 20,67 / 100,00  | 11,30 | 3 / 13   | 2    |
|                         | Coligação Democrática Unitária  | 610    | 8,57 / 100,00   | 5,29  | 1 / 13   | 1    |
|                         | Bloco de Esquerda               | 375    | 5,27 / 100,00   | -     | 0 / 13   | -    |
| Votos Inválidos         | Votos Inválidos                 | 422    | 5,93 / 100,00   | 0,77  |          |      |
| Total                   | Total                           | 7 122  | 100,00 / 100,00 |       | 13 / 13  |      |
| Eleitorado/Participação | Eleitorado/Participação         | 13 326 | 53,44 / 100,00  | 2,34  |          |      |

#### Braga (São José de São Lázaro e São João do Souto)
| Partido                 | Partido                        | Votos  | %               | +/-  | Mandatos | +/-     |
| ----------------------- | ------------------------------ | ------ | --------------- | ---- | -------- | ------- |
|                         | PSD-CDS-PPM                    | 2 833  | 43,98 / 100,00  | 1,20 | 7 / 13   | 1       |
|                         | Partido Socialista             | 2 011  | 31,22 / 100,00  | 1,82 | 4 / 13   | 1       |
|                         | Coligação Democrática Unitária | 636    | 9,87 / 100,00   | 1,47 | 1 / 13   | Estável |
|                         | Bloco de Esquerda              | 577    | 8,96 / 100,00   | -    | 1 / 13   | -       |
| Votos Inválidos         | Votos Inválidos                | 385    | 5,98 / 100,00   | 0,54 |          |         |
| Total                   | Total                          | 6 442  | 100,00 / 100,00 |      | 13 / 13  |         |
| Eleitorado/Participação | Eleitorado/Participação        | 12 884 | 50,00 / 100,00  | 4,26 |          |         |

#### Braga (São Vicente)
| Partido                 | Partido                        | Votos  | %               | +/-  | Mandatos | +/-     |
| ----------------------- | ------------------------------ | ------ | --------------- | ---- | -------- | ------- |
|                         | PSD-CDS-PPM                    | 2 453  | 41,11 / 100,00  | 0,10 | 6 / 13   | Estável |
|                         | Partido Socialista             | 2 018  | 33,82 / 100,00  | 1,54 | 5 / 13   | Estável |
|                         | Coligação Democrática Unitária | 694    | 11,63 / 100,00  | 0,84 | 1 / 13   | Estável |
|                         | Bloco de Esquerda              | 407    | 6,82 / 100,00   | -    | 1 / 13   | -       |
| Votos Inválidos         | Votos Inválidos                | 395    | 6,62 / 100,00   | 0,31 |          |         |
| Total                   | Total                          | 5 967  | 100,00 / 100,00 |      | 13 / 13  |         |
| Eleitorado/Participação | Eleitorado/Participação        | 11 419 | 52,26 / 100,00  | 3,18 |          |         |

#### Braga (São Victor)
| Partido                 | Partido                        | Votos  | %               | +/-  | Mandatos | +/-     |
| ----------------------- | ------------------------------ | ------ | --------------- | ---- | -------- | ------- |
|                         | PSD-CDS-PPM                    | 5 815  | 50,16 / 100,00  | 5,18 | 11 / 19  | 2       |
|                         | Partido Socialista             | 3 125  | 26,95 / 100,00  | 5,30 | 5 / 19   | 2       |
|                         | Coligação Democrática Unitária | 1 176  | 10,14 / 100,00  | 0,17 | 2 / 19   | Estável |
|                         | Bloco de Esquerda              | 805    | 6,94 / 100,00   | -    | 1 / 19   | -       |
| Votos Inválidos         | Votos Inválidos                | 673    | 5,81 / 100,00   | 0,24 |          |         |
| Total                   | Total                          | 11 594 | 100,00 / 100,00 |      | 19 / 19  |         |
| Eleitorado/Participação | Eleitorado/Participação        | 25 294 | 45,84 / 100,00  | 3,63 |          |         |

#### Cabreiros e Passos São Julião
| Partido                 | Partido                        | Votos | %               | +/-  | Mandatos | +/-     |
| ----------------------- | ------------------------------ | ----- | --------------- | ---- | -------- | ------- |
|                         | Partido Socialista             | 916   | 63,35 / 100,00  | 0,78 | 6 / 9    | Estável |
|                         | PSD-CDS-PPM                    | 418   | 28,91 / 100,00  | 2,31 | 3 / 9    | Estável |
|                         | Coligação Democrática Unitária | 53    | 3,67 / 100,00   | 1,17 | 0 / 9    | Estável |
| Votos Inválidos         | Votos Inválidos                | 59    | 4,08 / 100,00   | 0,37 |          |         |
| Total                   | Total                          | 1 446 | 100,00 / 100,00 |      | 9 / 9    |         |
| Eleitorado/Participação | Eleitorado/Participação        | 2 001 | 72,26 / 100,00  | 3,29 |          |         |

#### Celeirós, Aveleda e Vimieiro
| Partido                 | Partido                        | Votos | %               | +/-   | Mandatos | +/- |
| ----------------------- | ------------------------------ | ----- | --------------- | ----- | -------- | --- |
|                         | Partido Socialista             | 1 837 | 48,14 / 100,00  | 10,22 | 7 / 13   | 1   |
|                         | PSD-CDS-PPM                    | 1 515 | 39,70 / 100,00  | 12,44 | 6 / 13   | 2   |
|                         | Coligação Democrática Unitária | 183   | 4,80 / 100,00   | 3,69  | 0 / 13   | 1   |
|                         | Bloco de Esquerda              | 120   | 3,14 / 100,00   | -     | 0 / 13   | -   |
| Votos Inválidos         | Votos Inválidos                | 161   | 4,22 / 100,00   | 1,67  |          |     |
| Total                   | Total                          | 3 816 | 100,00 / 100,00 |       | 13 / 13  |     |
| Eleitorado/Participação | Eleitorado/Participação        | 5 967 | 63,95 / 100,00  | 0,59  |          |     |

#### Crespos e Pousada
| Partido                 | Partido                        | Votos | %               | +/-  | Mandatos | +/-     |
| ----------------------- | ------------------------------ | ----- | --------------- | ---- | -------- | ------- |
|                         | PSD-CDS-PPM                    | 589   | 64,44 / 100,00  | 0,27 | 6 / 9    | Estável |
|                         | Partido Socialista             | 268   | 29,32 / 100,00  | 2,38 | 3 / 9    | Estável |
|                         | Coligação Democrática Unitária | 24    | 2,63 / 100,00   | 1,63 | 0 / 9    | Estável |
| Votos Inválidos         | Votos Inválidos                | 33    | 3,61 / 100,00   | 1,01 |          |         |
| Total                   | Total                          | 914   | 100,00 / 100,00 |      | 9 / 9    |         |
| Eleitorado/Participação | Eleitorado/Participação        | 1 253 | 72,94 / 100,00  | 0,22 |          |         |

#### Escudeiros e Penso
| Partido                 | Partido                        | Votos | %               | +/-   | Mandatos | +/-     |
| ----------------------- | ------------------------------ | ----- | --------------- | ----- | -------- | ------- |
|                         | PSD-CDS-PPM                    | 725   | 59,67 / 100,00  | 7,90  | 6 / 9    | 1       |
|                         | Partido Socialista             | 393   | 32,35 / 100,00  | 12,11 | 3 / 9    | 1       |
|                         | Coligação Democrática Unitária | 40    | 3,29 / 100,00   | 1,68  | 0 / 9    | Estável |
| Votos Inválidos         | Votos Inválidos                | 57    | 4,70 / 100,00   | 2,54  |          |         |
| Total                   | Total                          | 1 215 | 100,00 / 100,00 |       | 9 / 9    |         |
| Eleitorado/Participação | Eleitorado/Participação        | 1 719 | 70,68 / 100,00  | 1,51  |          |         |

#### Espinho
| Partido                 | Partido                        | Votos | %               | +/-  | Mandatos | +/-     |
| ----------------------- | ------------------------------ | ----- | --------------- | ---- | -------- | ------- |
|                         | Partido Socialista             | 345   | 47,20 / 100,00  | 4,54 | 5 / 9    | Estável |
|                         | PSD-CDS-PPM                    | 338   | 46,24 / 100,00  | 7,63 | 4 / 9    | Estável |
|                         | Coligação Democrática Unitária | 27    | 3,69 / 100,00   | 2,48 | 0 / 9    | Estável |
| Votos Inválidos         | Votos Inválidos                | 21    | 2,87 / 100,00   | 0,62 |          |         |
| Total                   | Total                          | 731   | 100,00 / 100,00 |      | 9 / 9    |         |
| Eleitorado/Participação | Eleitorado/Participação        | 1 111 | 65,80 / 100,00  | 1,43 |          |         |

#### Esporões
| Partido                 | Partido                        | Votos | %               | +/-   | Mandatos | +/-     |
| ----------------------- | ------------------------------ | ----- | --------------- | ----- | -------- | ------- |
|                         | Mais Esporões                  | 749   | 72,23 / 100,00  | Novo  | 8 / 9    | Novo    |
|                         | Partido Socialista             | 138   | 13,31 / 100,00  | 55,74 | 1 / 9    | 6       |
|                         | Coligação Democrática Unitária | 76    | 7,33 / 100,00   | 5,32  | 0 / 9    | Estável |
| Votos Inválidos         | Votos Inválidos                | 74    | 7,14 / 100,00   | 2,29  |          |         |
| Total                   | Total                          | 1 037 | 100,00 / 100,00 |       | 9 / 9    |         |
| Eleitorado/Participação | Eleitorado/Participação        | 1 537 | 67,47 / 100,00  | 2,08  |          |         |

#### Este
| Partido                 | Partido                        | Votos | %               | +/-  | Mandatos | +/-     |
| ----------------------- | ------------------------------ | ----- | --------------- | ---- | -------- | ------- |
|                         | PSD-CDS-PPM                    | 1 234 | 51,50 / 100,00  | 0,70 | 5 / 9    | Estável |
|                         | Partido Socialista             | 902   | 37,65 / 100,00  | 0,76 | 4 / 9    | Estável |
|                         | Coligação Democrática Unitária | 141   | 5,88 / 100,00   | 0,42 | 0 / 9    | Estável |
| Votos Inválidos         | Votos Inválidos                | 119   | 4,96 / 100,00   | 0,38 |          |         |
| Total                   | Total                          | 2 396 | 100,00 / 100,00 |      | 9 / 9    |         |
| Eleitorado/Participação | Eleitorado/Participação        | 3 680 | 65,11 / 100,00  | 3,13 |          |         |

#### Ferreiros e Gondizalves
| Partido                 | Partido                        | Votos | %               | +/-  | Mandatos | +/- |
| ----------------------- | ------------------------------ | ----- | --------------- | ---- | -------- | --- |
|                         | Partido Socialista             | 2 247 | 47,61 / 100,00  | 5,91 | 7 / 13   | 1   |
|                         | PSD-CDS-PPM                    | 1 728 | 36,61 / 100,00  | 5,41 | 6 / 13   | 2   |
|                         | Coligação Democrática Unitária | 264   | 5,59 / 100,00   | 3,43 | 0 / 13   | 1   |
|                         | Bloco de Esquerda              | 206   | 4,36 / 100,00   | -    | 0 / 13   | -   |
| Votos Inválidos         | Votos Inválidos                | 275   | 5,82 / 100,00   | 0,44 |          |     |
| Total                   | Total                          | 4 720 | 100,00 / 100,00 |      | 13 / 13  |     |
| Eleitorado/Participação | Eleitorado/Participação        | 8 107 | 58,22 / 100,00  | 3,06 |          |     |

#### Figueiredo
| Partido                 | Partido                        | Votos | %               | +/-     | Mandatos | +/-     |
| ----------------------- | ------------------------------ | ----- | --------------- | ------- | -------- | ------- |
|                         | PSD-CDS-PPM                    | 518   | 66,67 / 100,00  | 41,93   | 7 / 9    | 5       |
|                         | Partido Socialista             | 195   | 25,10 / 100,00  | 41,65   | 2 / 9    | 5       |
|                         | Coligação Democrática Unitária | 33    | 4,25 / 100,00   | Estável | 0 / 9    | Estável |
| Votos Inválidos         | Votos Inválidos                | 31    | 3,99 / 100,00   | 0,26    |          |         |
| Total                   | Total                          | 777   | 100,00 / 100,00 |         | 9 / 9    |         |
| Eleitorado/Participação | Eleitorado/Participação        | 1 039 | 74,78 / 100,00  | 3,19    |          |         |

#### Gualtar
| Partido                 | Partido                        | Votos | %               | +/-  | Mandatos | +/-     |
| ----------------------- | ------------------------------ | ----- | --------------- | ---- | -------- | ------- |
|                         | Partido Socialista             | 1 385 | 45,86 / 100,00  | 1,14 | 7 / 13   | 2       |
|                         | PSD-CDS-PPM                    | 1 166 | 38,61 / 100,00  | 3,71 | 6 / 13   | 2       |
|                         | Coligação Democrática Unitária | 190   | 6,29 / 100,00   | 0,43 | 0 / 13   | Estável |
|                         | Bloco de Esquerda              | 115   | 3,81 / 100,00   | -    | 0 / 13   | -       |
| Votos Inválidos         | Votos Inválidos                | 164   | 5,43 / 100,00   | 0,01 |          |         |
| Total                   | Total                          | 3 020 | 100,00 / 100,00 |      | 13 / 13  | 4       |
| Eleitorado/Participação | Eleitorado/Participação        | 5 022 | 60,14 / 100,00  | 3,71 |          |         |

#### Guisande e Oliveira São Pedro
| Partido                 | Partido                        | Votos | %               | +/-  | Mandatos | +/-     |
| ----------------------- | ------------------------------ | ----- | --------------- | ---- | -------- | ------- |
|                         | PSD-CDS-PPM                    | 390   | 53,50 / 100,00  | 4,88 | 4 / 7    | Estável |
|                         | Partido Socialista             | 272   | 37,31 / 100,00  | 0,96 | 3 / 7    | Estável |
|                         | Coligação Democrática Unitária | 42    | 5,76 / 100,00   | 4,14 | 0 / 7    | Estável |
| Votos Inválidos         | Votos Inválidos                | 25    | 3,43 / 100,00   | 0,22 |          |         |
| Total                   | Total                          | 729   | 100,00 / 100,00 |      | 7 / 7    |         |
| Eleitorado/Participação | Eleitorado/Participação        | 895   | 81,45 / 100,00  | 1,02 |          |         |

#### Lamas
| Partido                 | Partido                        | Votos | %               | +/-   | Mandatos | +/-     |
| ----------------------- | ------------------------------ | ----- | --------------- | ----- | -------- | ------- |
|                         | Partido Socialista             | 294   | 56,00 / 100,00  | 11,62 | 4 / 7    | 1       |
|                         | PSD-CDS-PPM                    | 192   | 36,57 / 100,00  | 10,09 | 3 / 7    | 1       |
|                         | Coligação Democrática Unitária | 18    | 3,43 / 100,00   | 0,03  | 0 / 7    | Estável |
| Votos Inválidos         | Votos Inválidos                | 21    | 4,00 / 100,00   | 1,55  |          |         |
| Total                   | Total                          | 525   | 100,00 / 100,00 |       | 7 / 7    |         |
| Eleitorado/Participação | Eleitorado/Participação        | 701   | 74,89 / 100,00  | 0,38  |          |         |

#### Lomar e Arcos
| Partido                 | Partido                        | Votos | %               | +/-  | Mandatos | +/-     |
| ----------------------- | ------------------------------ | ----- | --------------- | ---- | -------- | ------- |
|                         | PSD-CDS-PPM                    | 1 545 | 43,27 / 100,00  | 0,06 | 6 / 13   | Estável |
|                         | Partido Socialista             | 1 436 | 40,21 / 100,00  | 0,18 | 6 / 13   | Estável |
|                         | Coligação Democrática Unitária | 240   | 6,72 / 100,00   | 3,91 | 1 / 13   | Estável |
|                         | Bloco de Esquerda              | 173   | 4,84 / 100,00   | -    | 0 / 13   | -       |
| Votos Inválidos         | Votos Inválidos                | 177   | 4,96 / 100,00   | 0,82 |          |         |
| Total                   | Total                          | 3 571 | 100,00 / 100,00 |      | 13 / 13  |         |
| Eleitorado/Participação | Eleitorado/Participação        | 6 015 | 59,37 / 100,00  | 0,65 |          |         |

#### Merelim São Paio, Panoias e Parada de Tibães
| Partido                 | Partido                        | Votos | %               | +/-   | Mandatos | +/-     |
| ----------------------- | ------------------------------ | ----- | --------------- | ----- | -------- | ------- |
|                         | Coligação Democrática Unitária | 1 328 | 49,59 / 100,00  | 9,79  | 5 / 9    | 1       |
|                         | Partido Socialista             | 609   | 22,74 / 100,00  | 13,71 | 2 / 9    | 1       |
|                         | PSD-CDS-PPM                    | 586   | 21,88 / 100,00  | 3,39  | 2 / 9    | Estável |
| Votos Inválidos         | Votos Inválidos                | 155   | 5,79 / 100,00   | 0,52  |          |         |
| Total                   | Total                          | 2 678 | 100,00 / 100,00 |       | 9 / 9    |         |
| Eleitorado/Participação | Eleitorado/Participação        | 4 330 | 61,85 / 100,00  | 2,19  |          |         |

#### Merelim São Pedro e Frossos
| Partido                 | Partido                        | Votos | %               | +/-  | Mandatos | +/-     |
| ----------------------- | ------------------------------ | ----- | --------------- | ---- | -------- | ------- |
|                         | PSD-CDS-PPM                    | 1 122 | 48,83 / 100,00  | 3,58 | 5 / 9    | Estável |
|                         | Partido Socialista             | 660   | 28,72 / 100,00  | 7,40 | 3 / 9    | 1       |
|                         | Coligação Democrática Unitária | 229   | 9,97 / 100,00   | 3,11 | 1 / 9    | 1       |
|                         | Bloco de Esquerda              | 127   | 5,53 / 100,00   | -    | 0 / 9    | -       |
| Votos Inválidos         | Votos Inválidos                | 160   | 6,96 / 100,00   | 2,35 |          |         |
| Total                   | Total                          | 2 298 | 100,00 / 100,00 |      | 9 / 9    |         |
| Eleitorado/Participação | Eleitorado/Participação        | 3 703 | 62,06 / 100,00  | 6,00 |          |         |

#### Mire de Tibães
| Partido                 | Partido                        | Votos | %               | +/-   | Mandatos | +/-  |
| ----------------------- | ------------------------------ | ----- | --------------- | ----- | -------- | ---- |
|                         | PSD-CDS-PPM                    | 835   | 55,97 / 100,00  | 9,67  | 6 / 9    | 2    |
|                         | Partido Socialista             | 391   | 26,21 / 100,00  | 13,86 | 3 / 9    | 1    |
|                         | Coligação Democrática Unitária | 125   | 8,38 / 100,00   | 1,52  | 0 / 9    | 1    |
|                         | Tibães Nossa Terra             | 95    | 6,37 / 100,00   | Novo  | 0 / 9    | Novo |
| Votos Inválidos         | Votos Inválidos                | 46    | 3,09 / 100,00   | 0,64  |          |      |
| Total                   | Total                          | 1 492 | 100,00 / 100,00 |       | 9 / 9    |      |
| Eleitorado/Participação | Eleitorado/Participação        | 2 201 | 67,79 / 100,00  | 0,17  |          |      |

#### Morreira e Trandeiras
| Partido                 | Partido                        | Votos | %               | +/-   | Mandatos | +/-     |
| ----------------------- | ------------------------------ | ----- | --------------- | ----- | -------- | ------- |
|                         | Morreira e Trandeiras          | 556   | 62,68 / 100,00  | Novo  | 7 / 9    | Novo    |
|                         | Partido Socialista             | 174   | 19,62 / 100,00  | 37,07 | 2 / 9    | 4       |
|                         | Coligação Democrática Unitária | 31    | 3,49 / 100,00   | 1,04  | 0 / 9    | Estável |
| Votos Inválidos         | Votos Inválidos                | 126   | 14,21 / 100,00  | 9,00  |          |         |
| Total                   | Total                          | 887   | 100,00 / 100,00 |       | 9 / 9    |         |
| Eleitorado/Participação | Eleitorado/Participação        | 1 260 | 70,40 / 100,00  | 2,93  |          |         |

#### Nogueira, Fraião e Lamaçães
| Partido                 | Partido                        | Votos  | %               | +/-  | Mandatos | +/-     |
| ----------------------- | ------------------------------ | ------ | --------------- | ---- | -------- | ------- |
|                         | PSD-CDS-PPM                    | 3 585  | 47,07 / 100,00  | 6,67 | 7 / 13   | 1       |
|                         | Partido Socialista             | 2 375  | 31,18 / 100,00  | 4,11 | 4 / 13   | 1       |
|                         | Bloco de Esquerda              | 545    | 7,16 / 100,00   | -    | 1 / 13   | -       |
|                         | Coligação Democrática Unitária | 527    | 6,92 / 100,00   | 1,28 | 1 / 13   | Estável |
| Votos Inválidos         | Votos Inválidos                | 584    | 7,67 / 100,00   | 0,40 |          |         |
| Total                   | Total                          | 7 616  | 100,00 / 100,00 |      | 13 / 13  |         |
| Eleitorado/Participação | Eleitorado/Participação        | 12 871 | 59,17 / 100,00  | 2,06 |          |         |

#### Nogueiró e Tenões
| Partido                 | Partido                        | Votos | %               | +/-   | Mandatos | +/- |
| ----------------------- | ------------------------------ | ----- | --------------- | ----- | -------- | --- |
|                         | Continuar a União              | 1 346 | 48,89 / 100,00  | 11,49 | 6 / 9    | 1   |
|                         | Partido Socialista             | 660   | 23,97 / 100,00  | -     | 2 / 9    | -   |
|                         | Coligação Democrática Unitária | 237   | 8,61 / 100,00   | 15,12 | 1 / 9    | 1   |
|                         | Bloco de Esquerda              | 191   | 6,94 / 100,00   | -     | 0 / 9    | -   |
| Votos Inválidos         | Votos Inválidos                | 319   | 11,58 / 100,00  | 4,31  |          |     |
| Total                   | Total                          | 2 753 | 100,00 / 100,00 |       | 9 / 9    |     |
| Eleitorado/Participação | Eleitorado/Participação        | 4 594 | 59,93 / 100,00  | 2,00  |          |     |

#### Padim da Graça
| Partido                 | Partido                        | Votos | %               | +/-  | Mandatos | +/- |
| ----------------------- | ------------------------------ | ----- | --------------- | ---- | -------- | --- |
|                         | Partido Socialista             | 600   | 57,09 / 100,00  | 2,25 | 6 / 9    | 1   |
|                         | PSD-CDS-PPM                    | 316   | 30,07 / 100,00  | -    | 3 / 9    | -   |
|                         | Coligação Democrática Unitária | 90    | 8,56 / 100,00   | 0,76 | 0 / 9    | 1   |
| Votos Inválidos         | Votos Inválidos                | 45    | 4,28 / 100,00   | 1,17 |          |     |
| Total                   | Total                          | 1 051 | 100,00 / 100,00 |      | 9 / 9    |     |
| Eleitorado/Participação | Eleitorado/Participação        | 1 505 | 69,83 / 100,00  | 1,07 |          |     |

#### Palmeira
| Partido                 | Partido                        | Votos | %               | +/-  | Mandatos | +/-     |
| ----------------------- | ------------------------------ | ----- | --------------- | ---- | -------- | ------- |
|                         | PSD-CDS-PPM                    | 1 367 | 45,66 / 100,00  | 3,07 | 5 / 9    | 1       |
|                         | Partido Socialista             | 1 213 | 40,51 / 100,00  | 4,91 | 4 / 9    | Estável |
|                         | Coligação Democrática Unitária | 152   | 5,08 / 100,00   | 2,52 | 0 / 9    | Estável |
|                         | Bloco de Esquerda              | 84    | 2,81 / 100,00   | -    | 0 / 9    | -       |
| Votos Inválidos         | Votos Inválidos                | 178   | 5,95 / 100,00   | 1,02 |          |         |
| Total                   | Total                          | 2 994 | 100,00 / 100,00 |      | 9 / 9    |         |
| Eleitorado/Participação | Eleitorado/Participação        | 4 994 | 59,95 / 100,00  | 1,45 |          |         |

#### Pedralva
| Partido                 | Partido                        | Votos | %               | +/-   | Mandatos | +/-     |
| ----------------------- | ------------------------------ | ----- | --------------- | ----- | -------- | ------- |
|                         | PSD-CDS-PPM                    | 351   | 51,92 / 100,00  | 13,30 | 5 / 9    | 1       |
|                         | Partido Socialista             | 279   | 41,27 / 100,00  | 13,21 | 4 / 9    | 1       |
|                         | Coligação Democrática Unitária | 28    | 4,14 / 100,00   | 0,76  | 0 / 9    | Estável |
| Votos Inválidos         | Votos Inválidos                | 18    | 2,66 / 100,00   | 0,87  |          |         |
| Total                   | Total                          | 676   | 100,00 / 100,00 |       | 9 / 9    |         |
| Eleitorado/Participação | Eleitorado/Participação        | 1 105 | 61,18 / 100,00  | 1,34  |          |         |

#### Priscos
| Partido                 | Partido                                | Votos | %               | +/-   | Mandatos | +/-     |
| ----------------------- | -------------------------------------- | ----- | --------------- | ----- | -------- | ------- |
|                         | Movimento Independente Afirmar Priscos | 454   | 52,30 / 100,00  | Novo  | 5 / 9    | Novo    |
|                         | PSD-CDS-PPM                            | 372   | 42,86 / 100,00  | 16,87 | 4 / 9    | 2       |
|                         | Coligação Democrática Unitária         | 21    | 2,42 / 100,00   | 0,33  | 0 / 9    | Estável |
| Votos Inválidos         | Votos Inválidos                        | 21    | 2,42 / 100,00   | 1,13  |          |         |
| Total                   | Total                                  | 868   | 100,00 / 100,00 |       | 9 / 9    |         |
| Eleitorado/Participação | Eleitorado/Participação                | 1 188 | 73,06 / 100,00  | 1,30  |          |         |

#### Real, Dume e Semelhe
| Partido                 | Partido                        | Votos  | %               | +/-  | Mandatos | +/-     |
| ----------------------- | ------------------------------ | ------ | --------------- | ---- | -------- | ------- |
|                         | Partido Socialista             | 2 919  | 48,21 / 100,00  | 1,29 | 7 / 13   | Estável |
|                         | PSD-CDS-PPM                    | 1 726  | 28,51 / 100,00  | 0,44 | 4 / 13   | Estável |
|                         | Coligação Democrática Unitária | 809    | 13,36 / 100,00  | 1,05 | 2 / 13   | Estável |
|                         | Bloco de Esquerda              | 226    | 3,73 / 100,00   | -    | 0 / 13   | -       |
| Votos Inválidos         | Votos Inválidos                | 375    | 6,19 / 100,00   | 0,95 |          |         |
| Total                   | Total                          | 6 055  | 100,00 / 100,00 |      | 13 / 13  |         |
| Eleitorado/Participação | Eleitorado/Participação        | 10 576 | 57,25 / 100,00  | 1,62 |          |         |

#### Ruilhe
| Partido                 | Partido                        | Votos | %               | +/-   | Mandatos | +/-     |
| ----------------------- | ------------------------------ | ----- | --------------- | ----- | -------- | ------- |
|                         | PSD-CDS-PPM                    | 426   | 60,17 / 100,00  | 23,93 | 6 / 9    | 3       |
|                         | Partido Socialista             | 164   | 23,16 / 100,00  | 22,75 | 2 / 9    | 3       |
|                         | Coligação Democrática Unitária | 91    | 12,85 / 100,00  | 0,45  | 1 / 9    | Estável |
| Votos Inválidos         | Votos Inválidos                | 27    | 3,81 / 100,00   | 1,64  |          |         |
| Total                   | Total                          | 708   | 100,00 / 100,00 |       | 9 / 9    |         |
| Eleitorado/Participação | Eleitorado/Participação        | 1 068 | 66,29 / 100,00  | 2,12  |          |         |

#### Santa Lucrécia de Algeriz e Navarra
| Partido                 | Partido                          | Votos | %               | +/-   | Mandatos | +/-     |
| ----------------------- | -------------------------------- | ----- | --------------- | ----- | -------- | ------- |
|                         | PSD-CDS-PPM                      | 291   | 44,16 / 100,00  | 4,58  | 4 / 7    | 1       |
|                         | Mais Santa Lucrécia Mais Navarra | 186   | 28,22 / 100,00  | Novo  | 2 / 7    | Novo    |
|                         | Partido Socialista               | 109   | 16,54 / 100,00  | 34,20 | 1 / 7    | 3       |
|                         | Coligação Democrática Unitária   | 42    | 6,37 / 100,00   | 0,57  | 0 / 7    | Estável |
| Votos Inválidos         | Votos Inválidos                  | 31    | 4,70 / 100,00   | 0,83  |          |         |
| Total                   | Total                            | 659   | 100,00 / 100,00 |       | 7 / 7    |         |
| Eleitorado/Participação | Eleitorado/Participação          | 922   | 71,48 / 100,00  | 0,22  |          |         |

#### Sequeira
| Partido                 | Partido                        | Votos | %               | +/-  | Mandatos | +/-     |
| ----------------------- | ------------------------------ | ----- | --------------- | ---- | -------- | ------- |
|                         | Partido Socialista             | 640   | 56,54 / 100,00  | 4,02 | 6 / 9    | Estável |
|                         | PSD-CDS-PPM                    | 347   | 30,65 / 100,00  | 2,22 | 3 / 9    | Estável |
|                         | Coligação Democrática Unitária | 93    | 8,22 / 100,00   | 2,33 | 0 / 9    | Estável |
| Votos Inválidos         | Votos Inválidos                | 52    | 4,60 / 100,00   | 0,53 |          |         |
| Total                   | Total                          | 1 132 | 100,00 / 100,00 |      | 9 / 9    |         |
| Eleitorado/Participação | Eleitorado/Participação        | 1 715 | 66,01 / 100,00  | 0,14 |          |         |

#### Sobreposta
| Partido                 | Partido                               | Votos | %               | +/-   | Mandatos | +/-  |
| ----------------------- | ------------------------------------- | ----- | --------------- | ----- | -------- | ---- |
|                         | PSD-CDS-PPM                           | 483   | 59,93 / 100,00  | -     | 6 / 9    | -    |
|                         | Movimento Independente por Sobreposta | 271   | 33,62 / 100,00  | Novo  | 3 / 9    | Novo |
|                         | Coligação Democrática Unitária        | 32    | 3,97 / 100,00   | 13,02 | 0 / 9    | 1    |
| Votos Inválidos         | Votos Inválidos                       | 20    | 2,48 / 100,00   | 6,85  |          |      |
| Total                   | Total                                 | 806   | 100,00 / 100,00 |       | 9 / 9    |      |
| Eleitorado/Participação | Eleitorado/Participação               | 1 211 | 66,56 / 100,00  | 7,07  |          |      |

#### Tadim
| Partido                 | Partido                        | Votos | %               | +/-  | Mandatos | +/-     |
| ----------------------- | ------------------------------ | ----- | --------------- | ---- | -------- | ------- |
|                         | Partido Socialista             | 393   | 52,82 / 100,00  | 2,53 | 5 / 9    | Estável |
|                         | PSD-CDS-PPM                    | 279   | 37,50 / 100,00  | 6,14 | 4 / 9    | 2       |
|                         | Coligação Democrática Unitária | 32    | 4,30 / 100,00   | 2,78 | 0 / 9    | Estável |
| Votos Inválidos         | Votos Inválidos                | 40    | 5,37 / 100,00   | 0,85 |          |         |
| Total                   | Total                          | 744   | 100,00 / 100,00 |      | 9 / 9    | 2       |
| Eleitorado/Participação | Eleitorado/Participação        | 1 004 | 74,10 / 100,00  | 2,24 |          |         |

#### Tebosa
| Partido                 | Partido                           | Votos | %               | +/-   | Mandatos | +/-     |
| ----------------------- | --------------------------------- | ----- | --------------- | ----- | -------- | ------- |
|                         | Movimento Independente por Tebosa | 477   | 63,60 / 100,00  | Novo  | 5 / 7    | Novo    |
|                         | Partido Socialista                | 234   | 31,20 / 100,00  | 25,62 | 2 / 7    | 3       |
|                         | Coligação Democrática Unitária    | 22    | 2,93 / 100,00   | 4,88  | 0 / 7    | Estável |
| Votos Inválidos         | Votos Inválidos                   | 17    | 2,26 / 100,00   | 0,44  |          |         |
| Total                   | Total                             | 750   | 100,00 / 100,00 |       | 7 / 7    |         |
| Eleitorado/Participação | Eleitorado/Participação           | 949   | 79,03 / 100,00  | 5,77  |          |         |

#### Vilaça e Fradelos
| Partido                 | Partido                        | Votos | %               | +/-  | Mandatos | +/-     |
| ----------------------- | ------------------------------ | ----- | --------------- | ---- | -------- | ------- |
|                         | PSD-CDS-PPM                    | 555   | 49,38 / 100,00  | 3,17 | 5 / 9    | 1       |
|                         | Partido Socialista             | 511   | 45,46 / 100,00  | 2,49 | 4 / 9    | 1       |
|                         | Coligação Democrática Unitária | 21    | 1,87 / 100,00   | 0,30 | 0 / 9    | Estável |
| Votos Inválidos         | Votos Inválidos                | 37    | 3,29 / 100,00   | 0,98 |          |         |
| Total                   | Total                          | 1 124 | 100,00 / 100,00 |      | 9 / 9    |         |
| Eleitorado/Participação | Eleitorado/Participação        | 1 432 | 78,49 / 100,00  | 0,73 |          |         |

#### Juntas antes e depois das Eleições
| Freguesia                                          | 2013-2017 | 2013-2017                      | 2013-2017      | 2017-2021 | 2017-2021                      | 2017-2021      |
| -------------------------------------------------- | --------- | ------------------------------ | -------------- | --------- | ------------------------------ | -------------- |
| Adaúfe                                             |           | PSD-CDS-PPM                    | 51,32 / 100,00 |           | PSD-CDS-PPM                    | 63,50 / 100,00 |
| Arentim e Cunha                                    |           | Grupo de Cidadãos              | 49,25 / 100,00 |           | Grupo de Cidadãos              | 53,34 / 100,00 |
| Braga (Maximinos, Sé e Cividade)                   |           | Partido Socialista             | 31,97 / 100,00 |           | PSD-CDS-PPM                    | 32,42 / 100,00 |
| Braga (São José de São Lázaro e São João do Souto) |           | PSD-CDS-PPM                    | 42,78 / 100,00 |           | PSD-CDS-PPM                    | 43,98 / 100,00 |
| Braga (São Vicente)                                |           | PSD-CDS-PPM                    | 41,01 / 100,00 |           | PSD-CDS-PPM                    | 41,11 / 100,00 |
| Braga (São Victor)                                 |           | PSD-CDS-PPM                    | 44,98 / 100,00 |           | PSD-CDS-PPM                    | 50,16 / 100,00 |
| Cabreiros e Passos (São Julião)                    |           | Partido Socialista             | 62,57 / 100,00 |           | Partido Socialista             | 63,35 / 100,00 |
| Celeirós, Aveleda e Vimieiro                       |           | Partido Socialista             | 58,36 / 100,00 |           | Partido Socialista             | 48,14 / 100,00 |
| Crespos e Pousada                                  |           | PSD-CDS-PPM                    | 64,71 / 100,00 |           | PSD-CDS-PPM                    | 64,44 / 100,00 |
| Escudeiros e Penso (Santo Estêvão e São Vicente)   |           | PSD-CDS-PPM                    | 51,77 / 100,00 |           | PSD-CDS-PPM                    | 59,67 / 100,00 |
| Espinho                                            |           | Partido Socialista             | 51,74 / 100,00 |           | Partido Socialista             | 47,20 / 100,00 |
| Esporões                                           |           | Partido Socialista             | 69,05 / 100,00 |           | Grupo de Cidadãos              | 72,23 / 100,00 |
| Este (São Pedro e São Mamede)                      |           | PSD-CDS-PPM                    | 50,80 / 100,00 |           | PSD-CDS-PPM                    | 51,50 / 100,00 |
| Ferreiros e Gondizalves                            |           | Partido Socialista             | 53,52 / 100,00 |           | Partido Socialista             | 47,61 / 100,00 |
| Figueiredo                                         |           | Partido Socialista             | 66,75 / 100,00 |           | PSD-CDS-PPM                    | 66,67 / 100,00 |
| Gualtar                                            |           | Partido Socialista             | 47,00 / 100,00 |           | Partido Socialista             | 45,86 / 100,00 |
| Guisande e Oliveira (São Pedro)                    |           | PSD-CDS-PPM                    | 58,38 / 100,00 |           | PSD-CDS-PPM                    | 53,50 / 100,00 |
| Lamas                                              |           | Partido Socialista             | 67,62 / 100,00 |           | Partido Socialista             | 56,00 / 100,00 |
| Lomar e Arcos                                      |           | PSD-CDS-PPM                    | 43,21 / 100,00 |           | PSD-CDS-PPM                    | 43,27 / 100,00 |
| Merelim (São Paio), Panoias e Parada de Tibães     |           | Coligação Democrática Unitária | 39,80 / 100,00 |           | Coligação Democrática Unitária | 49,59 / 100,00 |
| Merelim (São Pedro) e Frossos                      |           | PSD-CDS-PPM                    | 52,41 / 100,00 |           | PSD-CDS-PPM                    | 48,83 / 100,00 |
| Mire de Tibães                                     |           | PSD-CDS-PPM                    | 46,30 / 100,00 |           | PSD-CDS-PPM                    | 55,97 / 100,00 |
| Morreira e Trandeiras                              |           | Partido Socialista             | 56,69 / 100,00 |           | Grupo de Cidadãos              | 62,68 / 100,00 |
| Nogueira, Fraião e Lamaçães                        |           | PSD-CDS-PPM                    | 40,40 / 100,00 |           | PSD-CDS-PPM                    | 47,07 / 100,00 |
| Nogueiró e Tenões                                  |           | Grupo de Cidadãos              | 60,38 / 100,00 |           | Grupo de Cidadãos              | 48,89 / 100,00 |
| Padim da Graça                                     |           | Partido Socialista             | 54,84 / 100,00 |           | Partido Socialista             | 57,09 / 100,00 |
| Palmeira                                           |           | PSD-CDS-PPM                    | 42,59 / 100,00 |           | PSD-CDS-PPM                    | 45,66 / 100,00 |
| Pedralva                                           |           | Partido Socialista             | 54,48 / 100,00 |           | PSD-CDS-PPM                    | 51,92 / 100,00 |
| Priscos                                            |           | PSD-CDS-PPM                    | 59,73 / 100,00 |           | Grupo de Cidadãos              | 52,30 / 100,00 |
| Real, Dume e Semelhe                               |           | Partido Socialista             | 49,50 / 100,00 |           | Partido Socialista             | 49,02 / 100,00 |
| Ruilhe                                             |           | Partido Socialista             | 45,91 / 100,00 |           | PSD-CDS-PPM                    | 60,17 / 100,00 |
| Santa Lucrécia de Algeriz e Navarra                |           | Partido Socialista             | 50,74 / 100,00 |           | PSD-CDS-PPM                    | 44,16 / 100,00 |
| Sequeira                                           |           | Partido Socialista             | 60,56 / 100,00 |           | Partido Socialista             | 56,54 / 100,00 |
| Sobreposta                                         |           | Grupo de Cidadãos              | 73,68 / 100,00 |           | PSD-CDS-PPM                    | 59,93 / 100,00 |
| Tadim                                              |           | Partido Socialista             | 55,35 / 100,00 |           | Partido Socialista             | 52,82 / 100,00 |
| Tebosa                                             |           | Partido Socialista             | 56,82 / 100,00 |           | Grupo de Cidadãos              | 63,60 / 100,00 |
| Vilaça e Fradelos                                  |           | Partido Socialista             | 47,95 / 100,00 |           | PSD-CDS-PPM                    | 49,38 / 100,00 |